# Basilique Saint-Seurin de Bordeaux
La basilique Saint-Seurin de Bordeaux est une basilique mineure, érigée par Pie IX, construite à Bordeaux au début du XIe siècle. Après avoir été classée au titre des monuments historiques par la liste de 1840, la basilique est inscrite au patrimoine mondial de l'UNESCO en 1998 au titre des chemins de Saint-Jacques de Compostelle.
La basilique accueille des reliques (ou supposées comme telles) de plusieurs saints notamment celles de saint Seurin Séverin de Cologne ou encore saint Fort.

## Histoire

### Origines antiques
La basilique Saint-Seurin fut construite sur une nécropole antique où l'on peut retrouver, dès le IVe siècle, des symboles de sépultures chrétiennes. L'épitaphe de Flavinus, gravée dans un couvercle de sarcophage entre 365 et 385 après J.-C. sous la représentation d'un chrisme, témoigne de la présence chrétienne à Bordeaux dès cette époque de l'antiquité tardive. Cette épitaphe retraçant les origines du lieu d'édification de la basilique fut extraite lors des fouilles de la nécropole de Saint-Seurin en 1909. Elle est aujourd'hui exposée au musée d'Aquitaine de Bordeaux.

### Légendes de fondation
Baptisée du nom du quatrième évêque de la ville et saint patron de Bordeaux, l'abbatiale Saint-Seurin trouve l'origine de sa fondation au IVe siècle.
Saint Seurin, à l'origine Severinus, né en Orient, arrive à Bordeaux au IVe siècle et rencontre l'évêque Amandus, futur saint Amand de Bordeaux. Grégoire de Tours en fait le récit dans son ouvrage In gloria confessorum : l'évêque Amandus qui gouvernait l'église de Bordeaux, vit pendant la nuit, en songe, le Seigneur qui lui dit : « Lève-toi et va à la rencontre de mon serviteur Séverin... – Et voilà que saint Séverin venait comme au-devant de lui. Alors s'approchant, ils se saluent de leurs noms, se jettent tous deux dans les bras l'un de l'autre, et ayant fait leur prière, après s'être embrassés, ils entrèrent dans l'église en chantant à voix haute des psaumes ». C'est ainsi que Severinus devint évêque de Bordeaux.
Au VIe siècle, un archevêque de Bordeaux commande le récit de la vie de saint Seurin selon laquelle son arrivée à Bordeaux serait due à l'appel d'un ange. Du fait de cette légende, la basilique a bénéficié d'une grande renommée. Les chanoines rattachés à l'édifice obtinrent de grand privilèges parmi lesquels un cérémonial d'intronisation pour chaque nouvel évêque de la ville. L'une des autres légendes autour de la basilique veut que l'olifant de Roland, neveu de Charlemagne, célèbre pour sa mort à Roncevaux, ait été déposé sur l'autel de la basilique Saint-Seurin par l'empereur rapportant le corps du preux chevalier. La fameuse Chanson de Roland y fait d'ailleurs référence "Vint a Burdeles, la citet de... De sur l’alter seint Sevrin le baron Met l’oliphan plein d'or e de manguns : Li pelerin le veient ki la vunt ». Grande étape des Chemins de Compostelle au Moyen Âge, les pèlerins sont invités à passer par Saint-Seurin pour contempler cette relique.

## Architecture

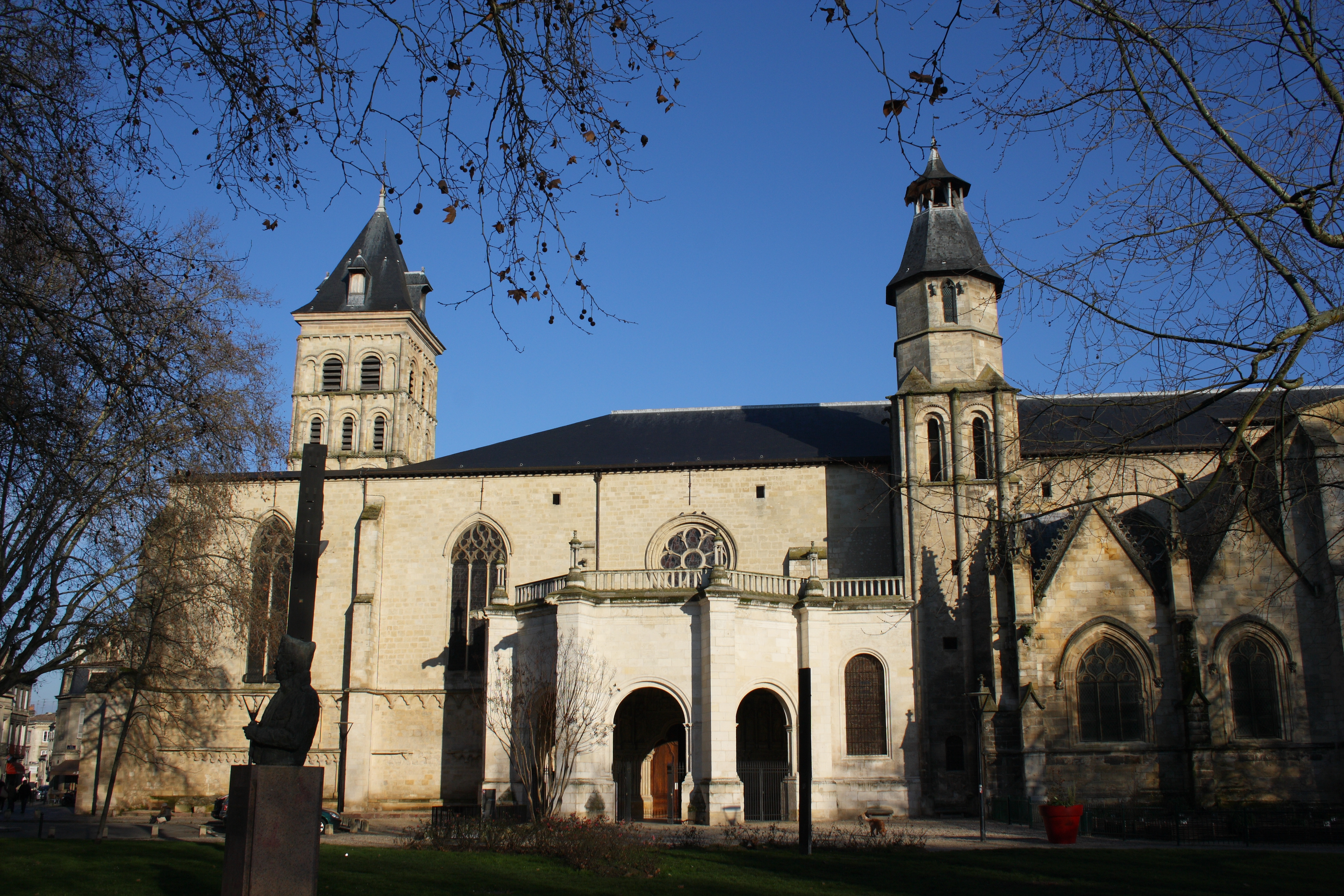
La basilique vue depuis la place des Martyrs-de-la-Résistance.

### Milieu duVesiècle
Malgré les légendes entourant la fondation de l'église, la présence d'un premier édifice religieux vers le milieu du Ve siècle est attestée. Il s'agissait probablement d'une chapelle ou d'un oratoire. Au IXe siècle, il disparaît du fait des invasions normandes.

### XIesiècle–XIIIesièclesiècles
Au début du XIe siècle, les chanoines de la basilique décident de mener une reconstruction d'envergure. Elle prend la forme d'une église romane charpentée, caractérisée par un plan basilical. Très fréquentée par les pèlerins des chemins de Saint-Jacques de Compostelle, les chanoines procèdent, à leur égard à la surélévation du chœur et de la crypte afin de rendre visibles les reliques. Durant cette période, la basilique est le théâtre d'une cérémonie d'investiture consacrant l'accès au pouvoir sur le comté de Bordeaux, notamment des ducs d'Aquitaine.
Au cours des XIe siècle et XIIIe siècle, la nef et le chœur sont édifiés. Au XIIIe siècle, les chanoines commandent la construction du portail méridional, qui sera surmonté ultérieurement d'un porche à clocheton de style Renaissance. Ils font également édifier une entrée monumentale qui donne accès à la nécropole. Incarnation des canons architecturaux gothiques avec la présence d'une grande baie flanquée de deux arcatures aveugles, cette entrée est ornée de quatorze statues sculptées représentant les Douze Apôtres et de deux statues de femmes symbolisant l'Église et la Synagogue. Le tympan principal est orné des scènes de la Résurrection et du Jugement dernier. Les deux autres tympans qui l'entourent représentent, à gauche, la visite des Saintes Femmes au tombeau, et à droite, l'arrivée de saint Seurin rêvée par saint Amand de Bordeaux. Le porche à cinq pans coupés qui l'accueille est construit ultérieurement.

### XIVesiècle-XVesièclesiècles
Les XIVe siècle et XVe siècle siècles marquent la construction de plusieurs chapelles. Parmi elles, la chapelle de Notre-Dame de la Rose, dédiée à la Vierge Marie, accueille un autel qui a été consacré par l'archevêque Pey Berland en 1444. Elle est caractéristique du style gothique flamboyant, similaire aux architectures gothiques tardives normandes et anglaises du XVe siècle.
À deux reprises, en 1566 et en 1698, une partie des voûtes de l'église s'effondre et cause d'importants dégâts. Au début du XVIIIe siècle, l'architecte Jean-Baptiste Augier est chargé de les reconstruire et de les consolider par des piliers qui sont dotés d'une ceinture de pierre. Au cours de cette réfection, Jean-Baptiste Augier ordonne le remblaiement du sol de l'église du fait de sa dénivellation considérable (près de trois mètres). Ces importants travaux de transformation provoquent l'enterrement de la crypte et la modification majeure du sol du porche ouest datant du XIe siècle.

### XIXesiècle

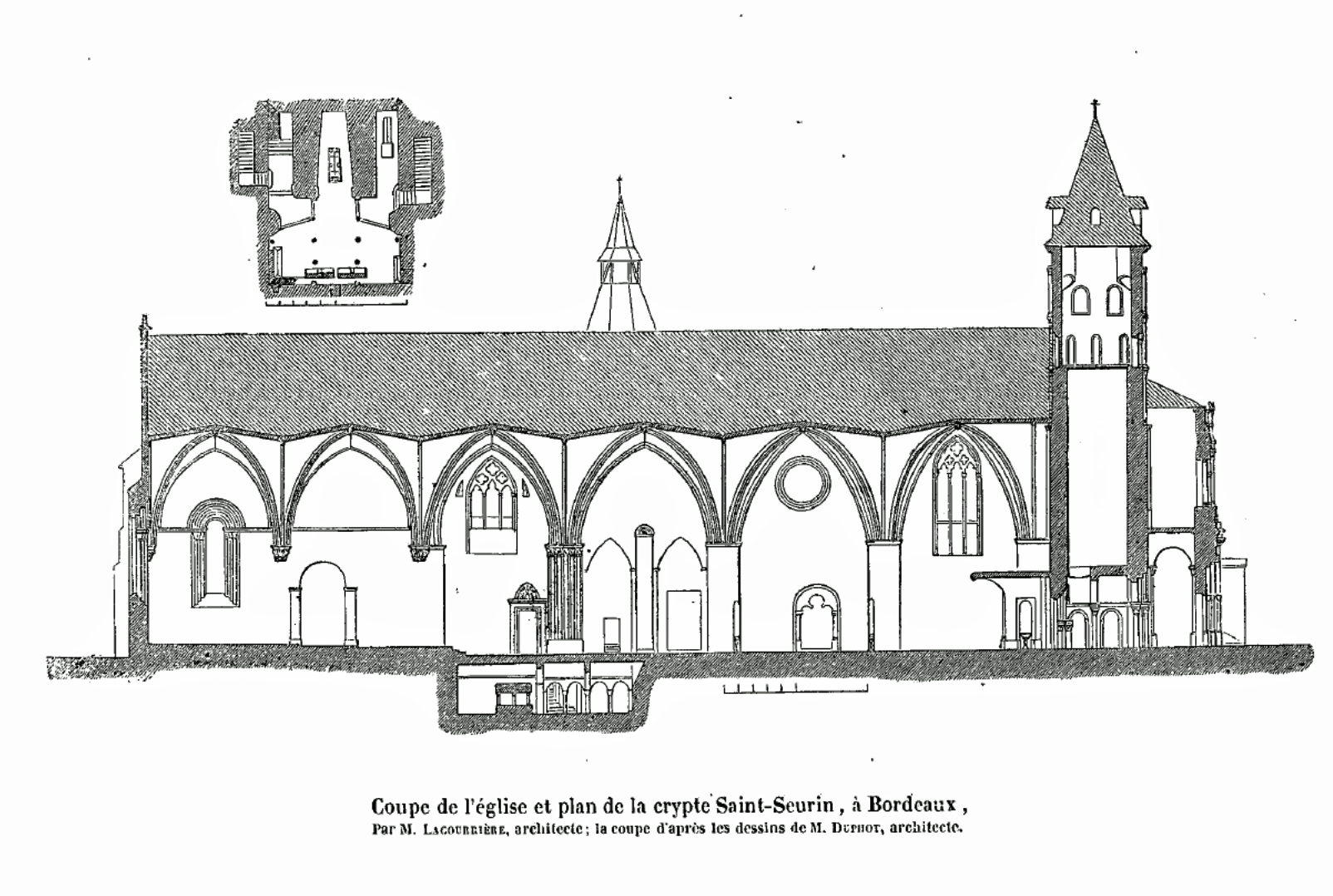
Plan en coupe de la basilique en 1850.

Bien que la basilique Saint-Seurin ait été épargnée pendant la Révolution française, le XIXe siècle marque pour elle un siècle de profondes modifications. À la fin des années 1820, la façade occidentale de l'édifice est restaurée par décision du conseil de fabrique de Saint-Seurin. Pour ce faire, elle fait appel à l'architecte Pierre-Alexandre Poitevin (1782–1859) qui réalise une façade de style néo-roman. L'édification du portail-porche vient masquer le porche roman.
Un sculpteur, Dominique Fortuné Maggesi (1801–1892), artiste originaire de Carrare qui va devenir le plus grand sculpteur de Bordeaux, est sollicité pour orner cette façade. Il orne l'entrée par des statues de saint Seurin et de saint Amand, dont la rencontre est représentée sur le tympan. Sur la balustrade de l'étage supérieur, il sculpte deux statues de saint Jean et saint Pierre. Ces sculptures permettent de donner une homogénéité à la façade avec le clocher roman de la basilique.
En 1840, la basilique Saint-Seurin de Bordeaux est inscrite à l'inventaire des Monuments Historiques. Faisant suite à ce classement, son chœur est entièrement réorganisé et un nouvel autel en marbre est réalisé. On procède à l'ouverture d'arcades et des chapelles dédiées à saint Fort (évêque de Bordeaux) et au Sacré-Cœur sont créées sur le bas côté Nord. Le peintre-verrier Joseph Villiet signe les vitraux de la nef qui illustrent des scènes bibliques mais aussi l'histoire et les légendes entourant la basilique.

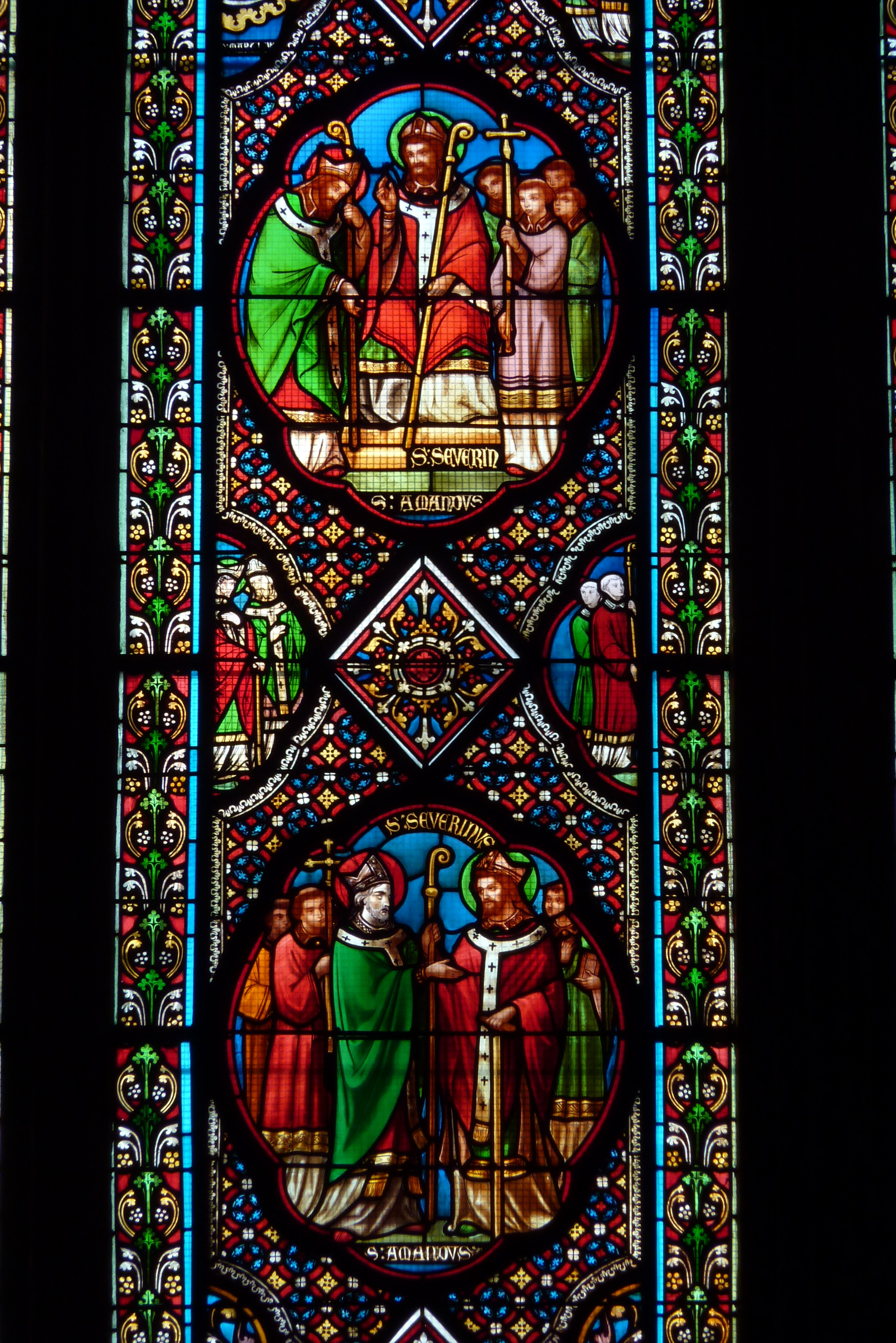
Détail du vitrail représentant la rencontre de saint Seurin et saint Amand.
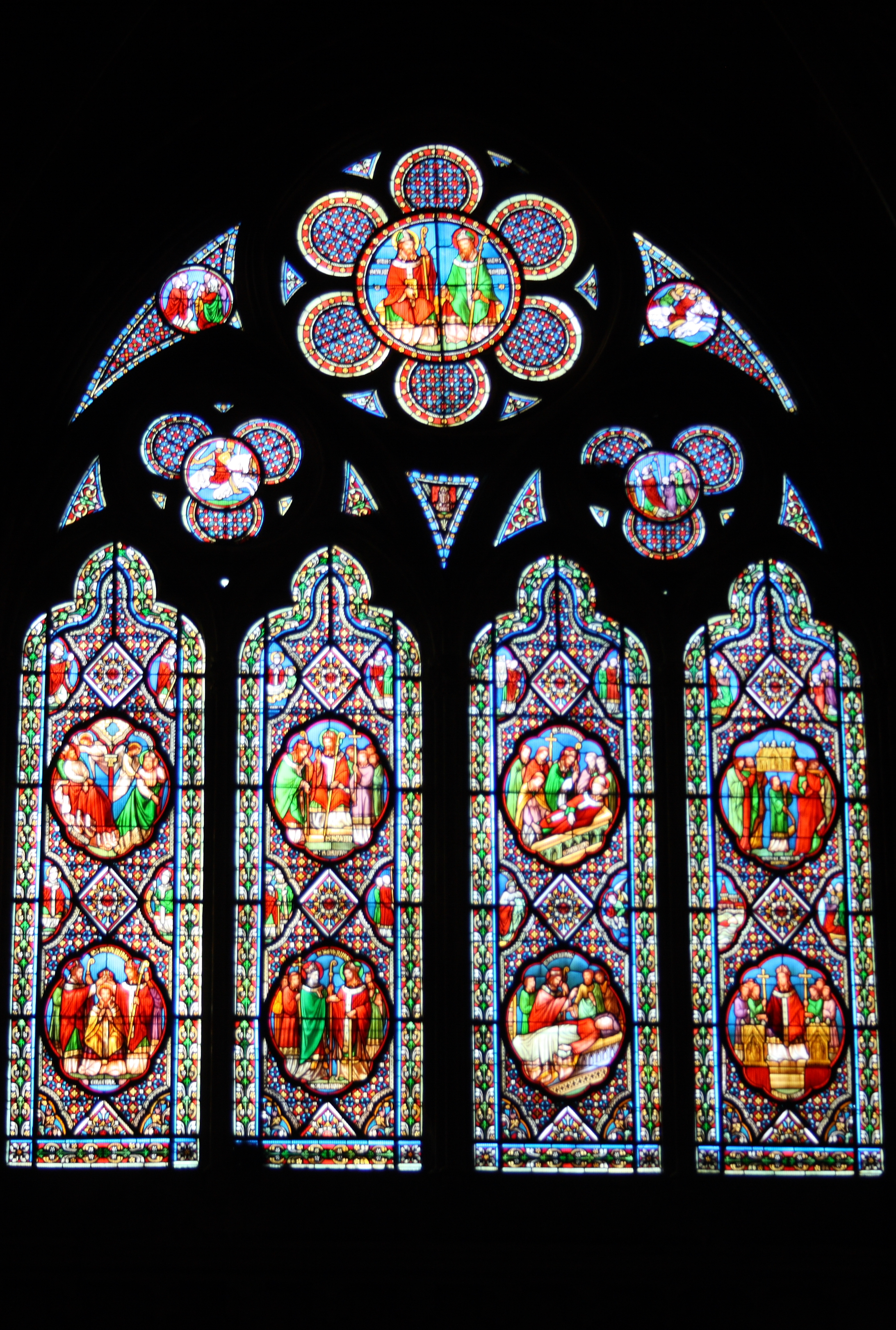
Vitrail représentant la vie de saint Seurin.
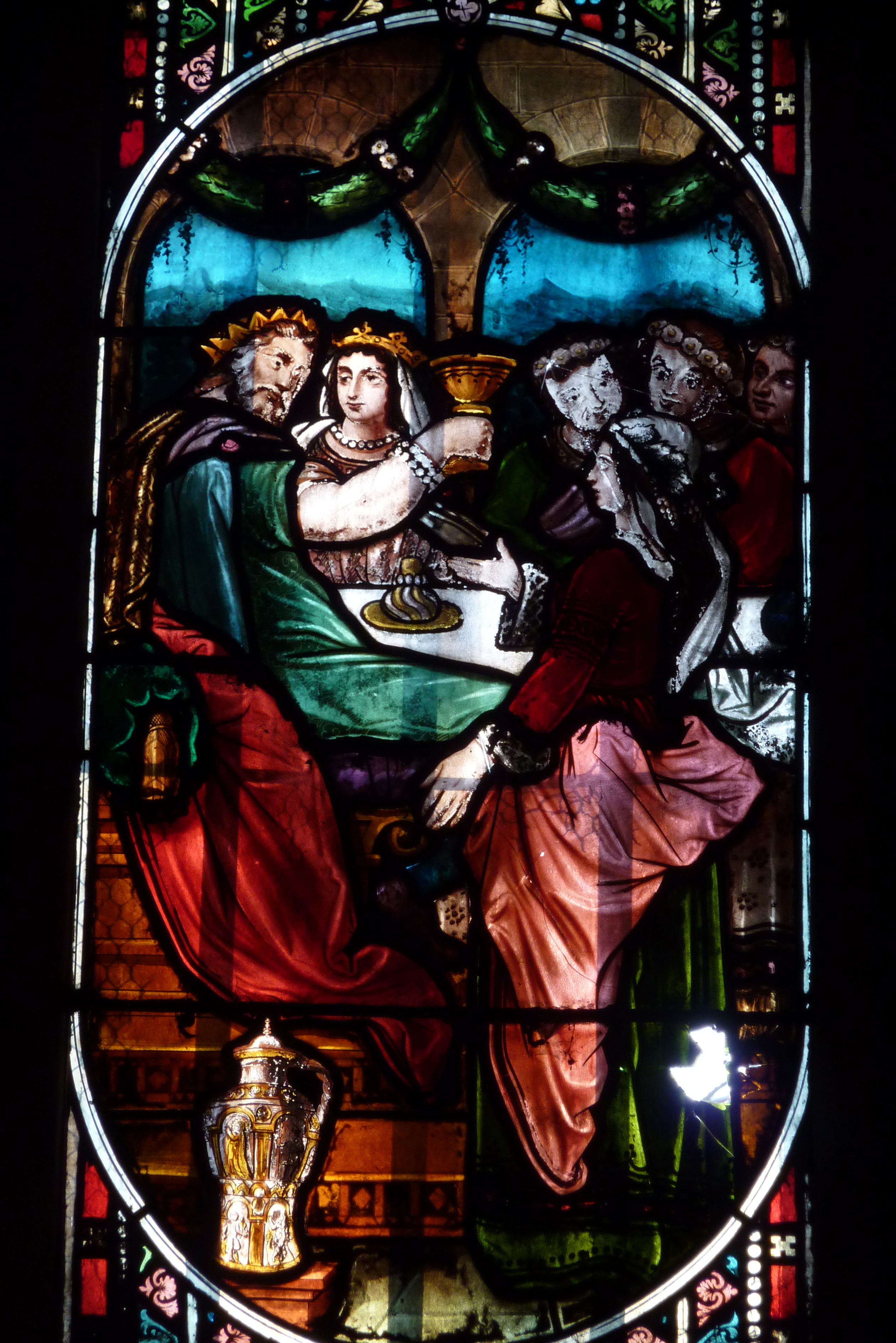
Vitrail représentant la reine de Saba et le roi Salomon.
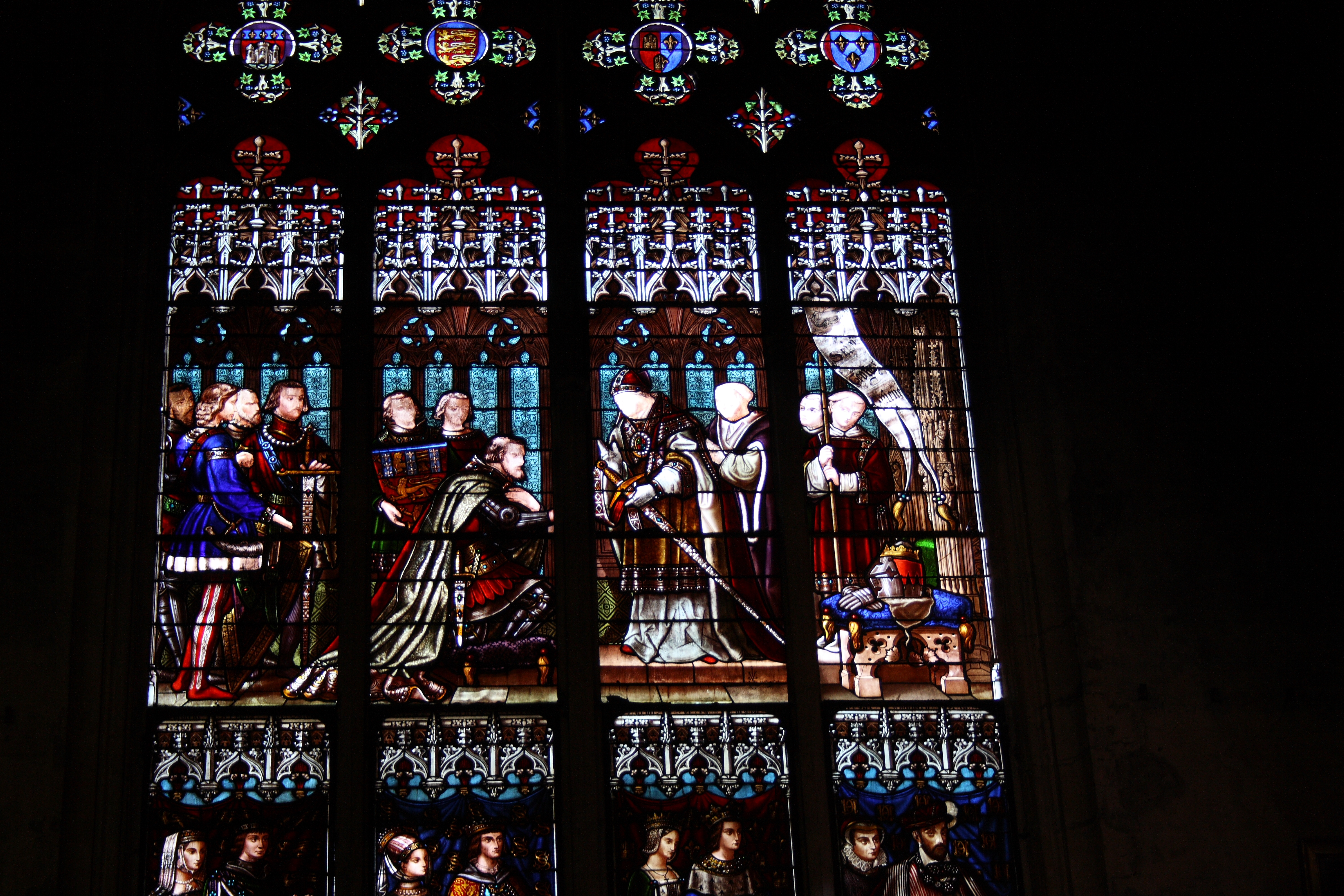
Vitrail des Rois, représentation du Prince Noir agenouillé devant l'évêque Amanieu.
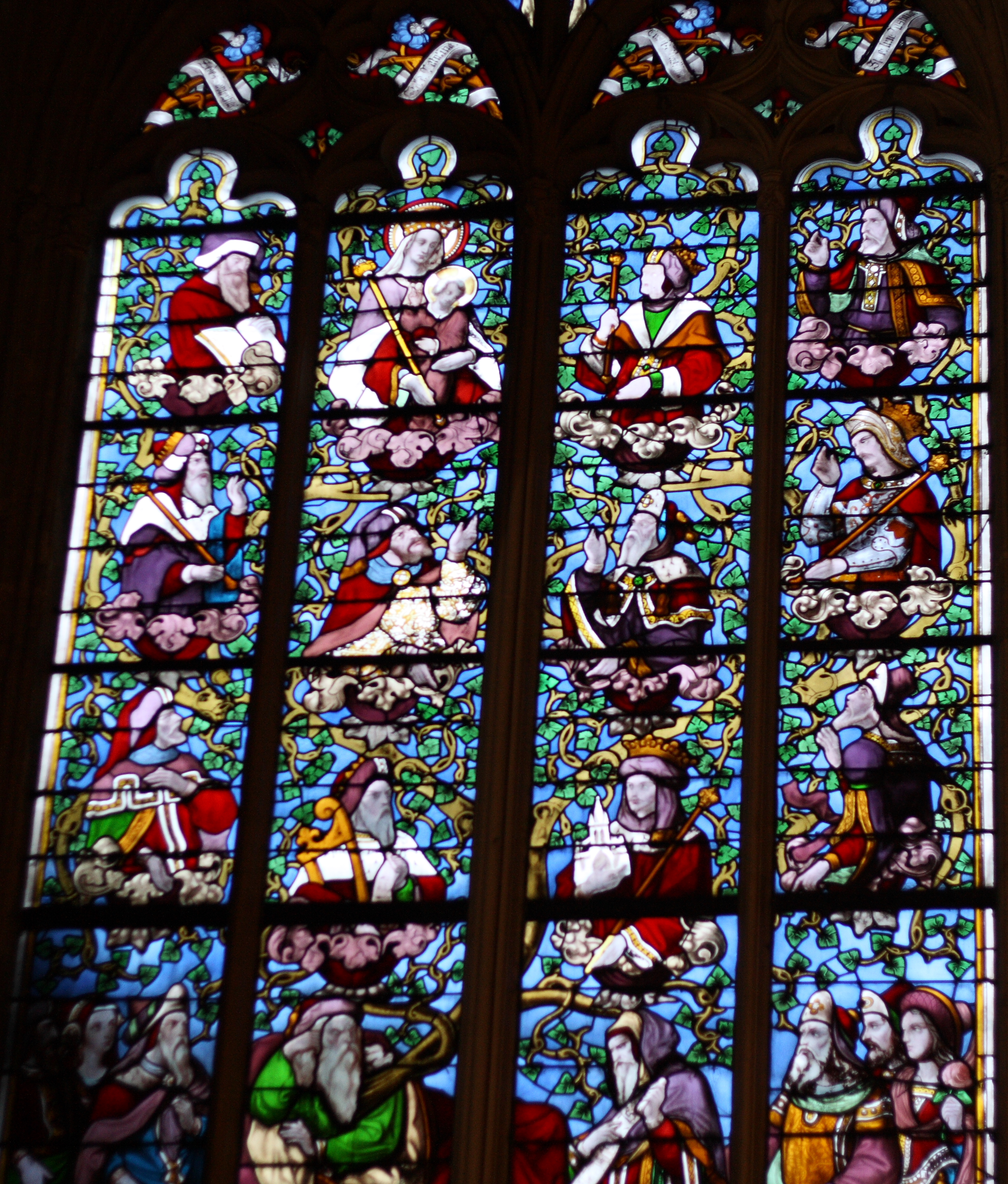
Vitrail représentant de l'arbre de Jessé, épisode biblique.
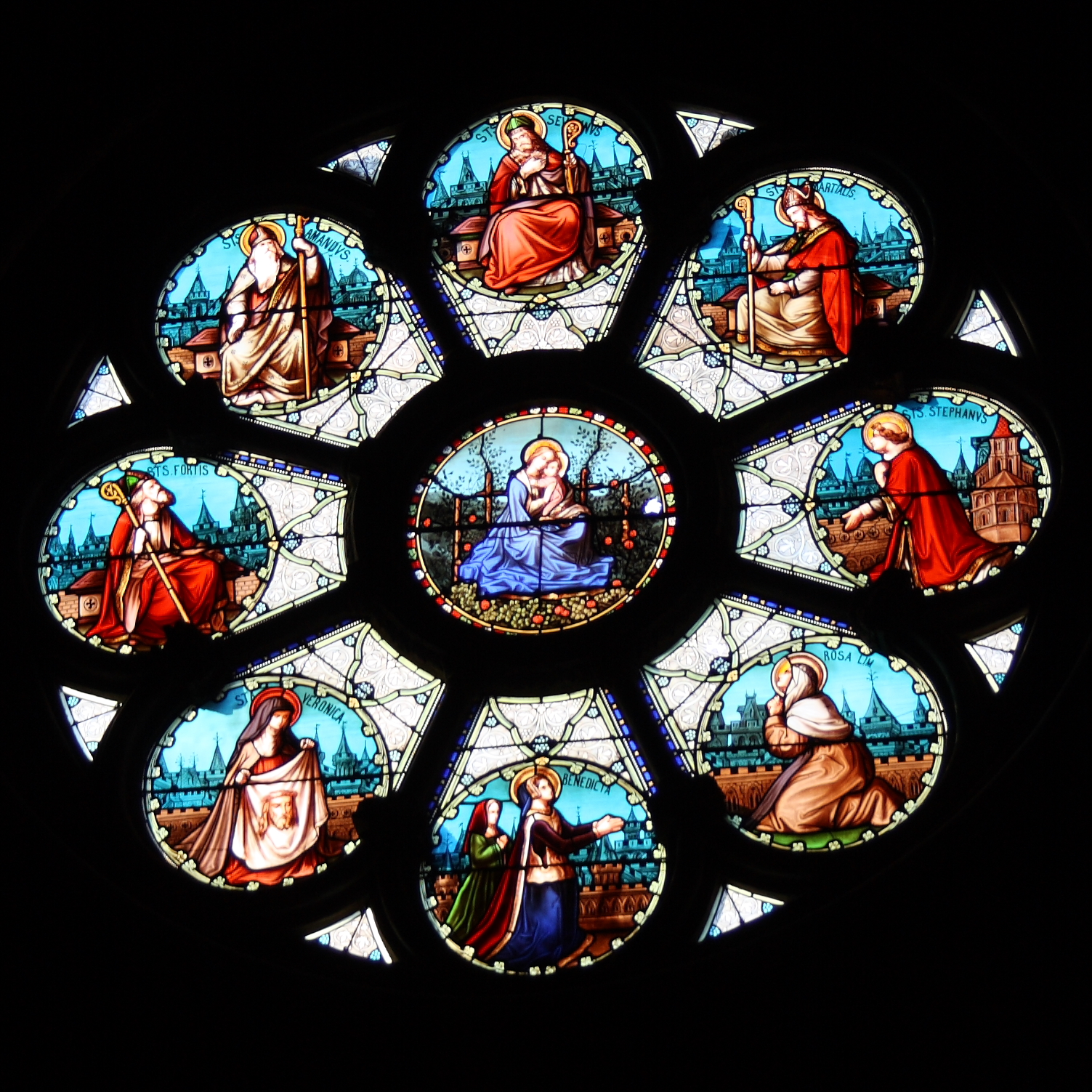
Verrière haute, nef gauche, représentant les saints autour de la Vierge Marie.

## Mobilier médiéval
Comme de nombreuses églises, la basilique Saint-Seurin a grandement été dépouillée de son mobilier médiéval. Malgré cela, certains éléments demeurent et permettent aujourd'hui d'en imaginer la richesse, comme les différents retables en albâtre du XVe siècle.

### Les retables
L'un d'eux, consacré à la vie de la Vierge, demeure dans la chapelle de Notre-Dame de la Rose. Un autre retable du XVe siècle est remarquable : celui de l'autel majeur où est illustrée l'histoire de saint Seurin et la célèbre légende du bâton de saint Martial de Limoges.

### La chaire et siège épiscopaux de la basilique Saint-Seurin
Également datée du début XVe siècle, l'église conserve une chaire épiscopale en pierre ouvragée qui possède encore aujourd'hui ses accoudoirs, son dossier et son dais. Il s'agit là d'un mobilier très significatif et précieux puisqu'elle était réservée au nouvel archevêque de Bordeaux qui, avant d'être officiellement nommé, devait prêter serment sur les reliques de saint Seurin. L'église conserve également un siège épiscopal en parfait état, qui se trouve dans le chœur de la basilique.

### Le chœur et les stalles de Saint-Seurin
Le chœur abrite encore trente-deux des quarante-sept stalles datant de la fin du XVe siècle. Les autres stalles sont aujourd'hui installées dans le chœur de l'église Saint-Martin de L'Isle-Adam. Ces stalles étaient destinées au chapitre, lorsque les offices avaient lieu. Leurs miséricordes accueillent la représentation de saints, de prophètes et de scènes satiriques.

### Les statues de la basilique
La basilique Saint-Seurin conserve toujours plusieurs statues en très bon état. Celle de Notre-Dame de la Rose, par exemple, est en albâtre et date du XIVe siècle, de même que celle de saint Martial de Limoges.

### Légende de l'Olifant de Roland et le tombeau de saint Seurin
Aujourd'hui disparue, l'église accueillait en son sein une relique très prestigieuse, l'olifant de Roland, dont il a été fait mention précédemment. Roland était un preux chevalier mort à Roncevaux et enterré à Blaye. La tradition veut que le cor d'ivoire, aurait été déposé par l'empereur Charlemagne sur l'autel de Saint-Seurin. Encore présente au XVIIe siècle, la relique aurait disparu avant la Révolution.
Le tombeau de saint Seurin est un lieu de culte depuis des siècles. L'autel de saint Seurin est cité dans la Chanson de Roland (XIe siècle) : 
« Sur l'autel du noble saint Seurin, On place le cor de Roland, rempli d'or et de mangon.
Les pèlerins qui vont là l'y voient encore ».

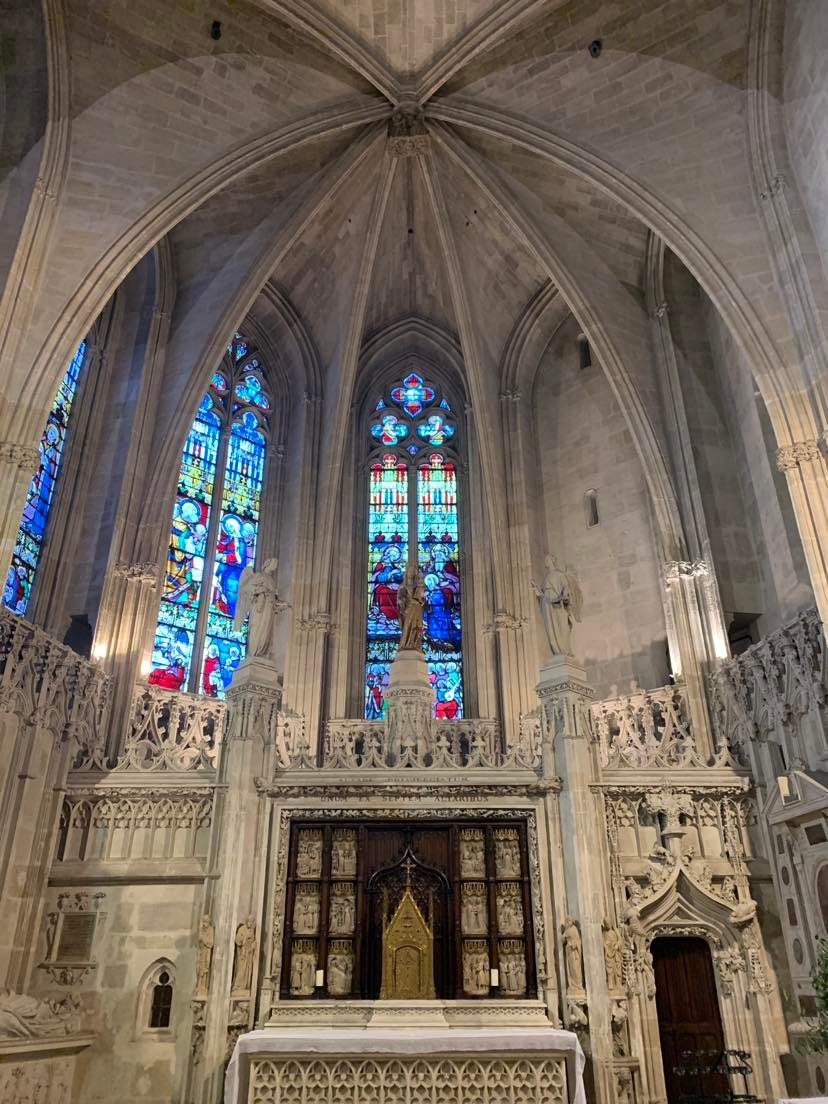
Ce retable en albâtre de manufacture anglaise retrace la vie de Marie.
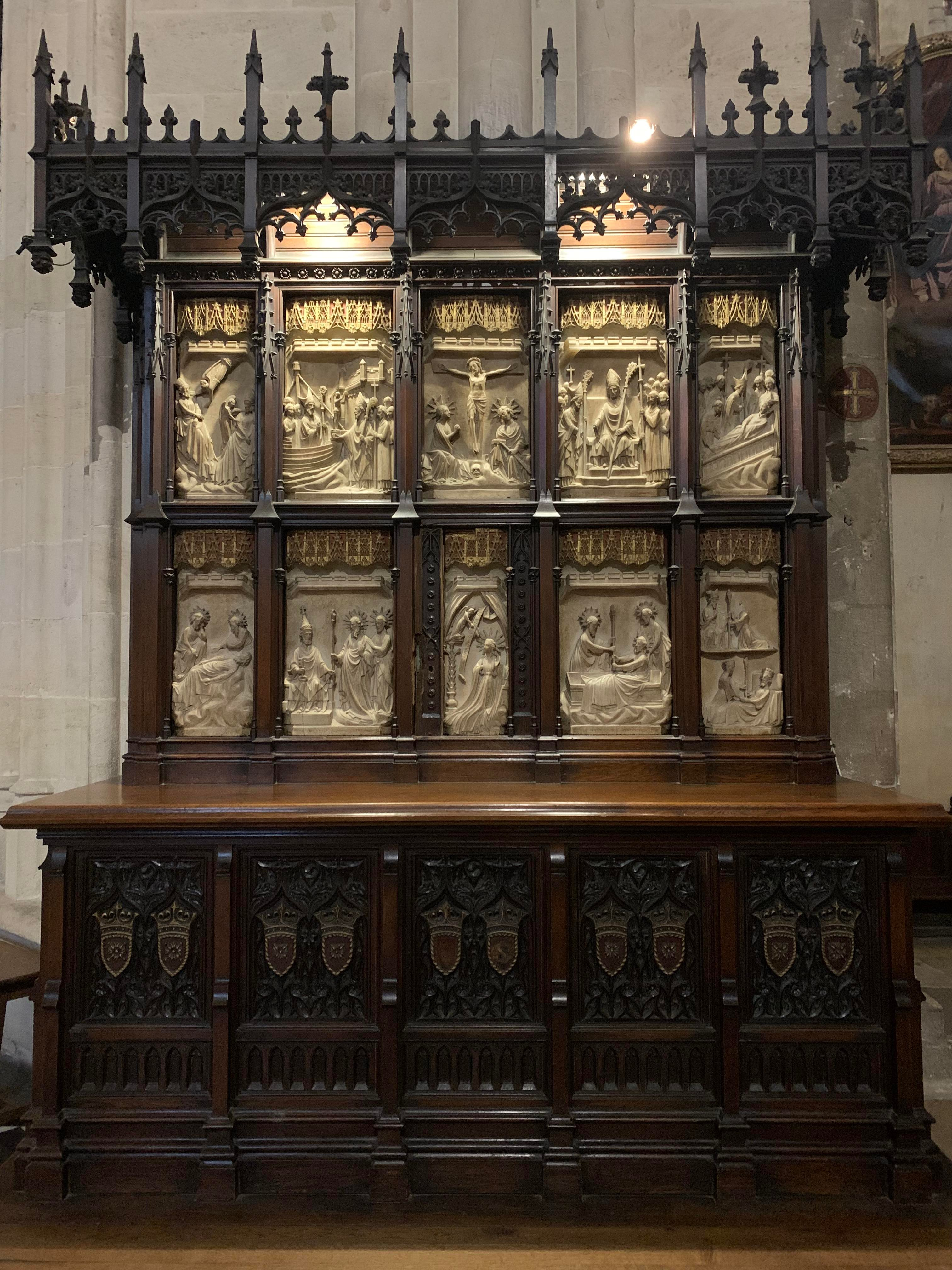
Ce retable relate la légende de saint Martial dans sa partie basse, envoyé par saint Pierre pour évangéliser l'Aquitaine.
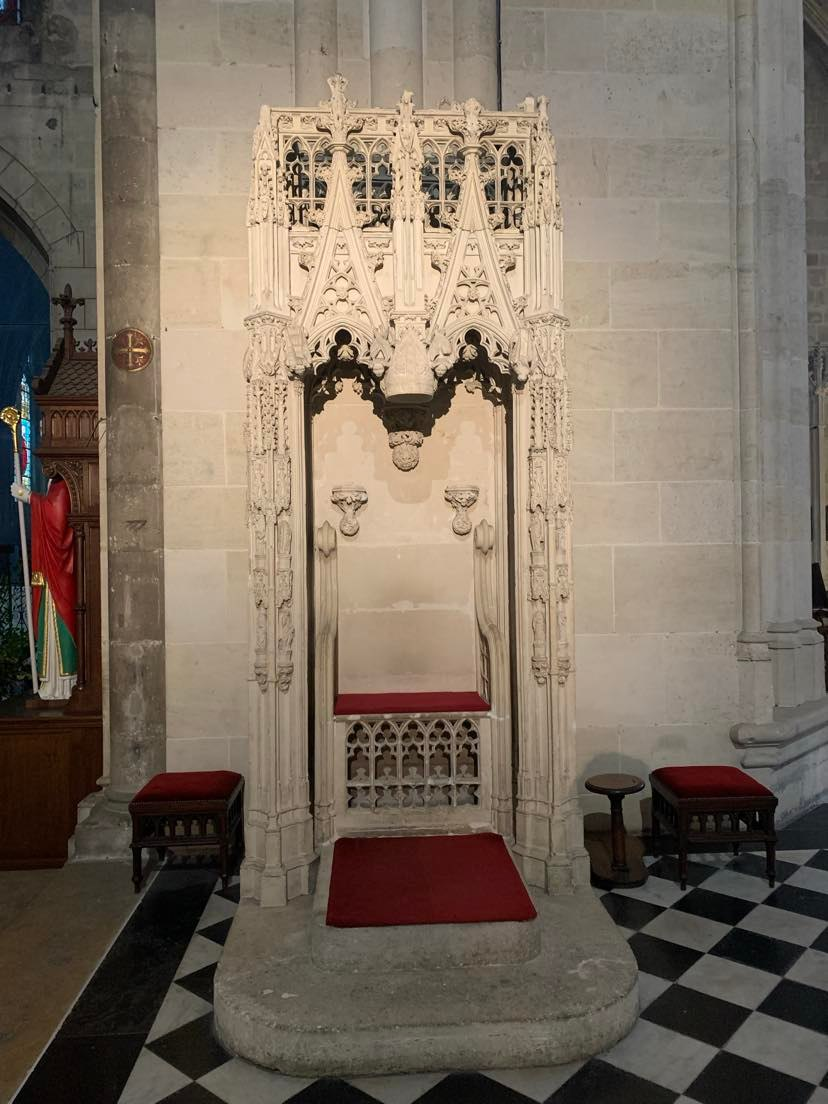
Siège épiscopal de Saint-Seurin.
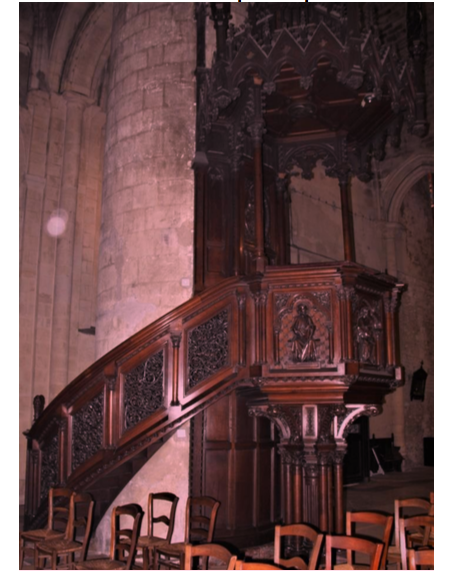
Chaire épiscopale de la basilique Saint-Seurin.
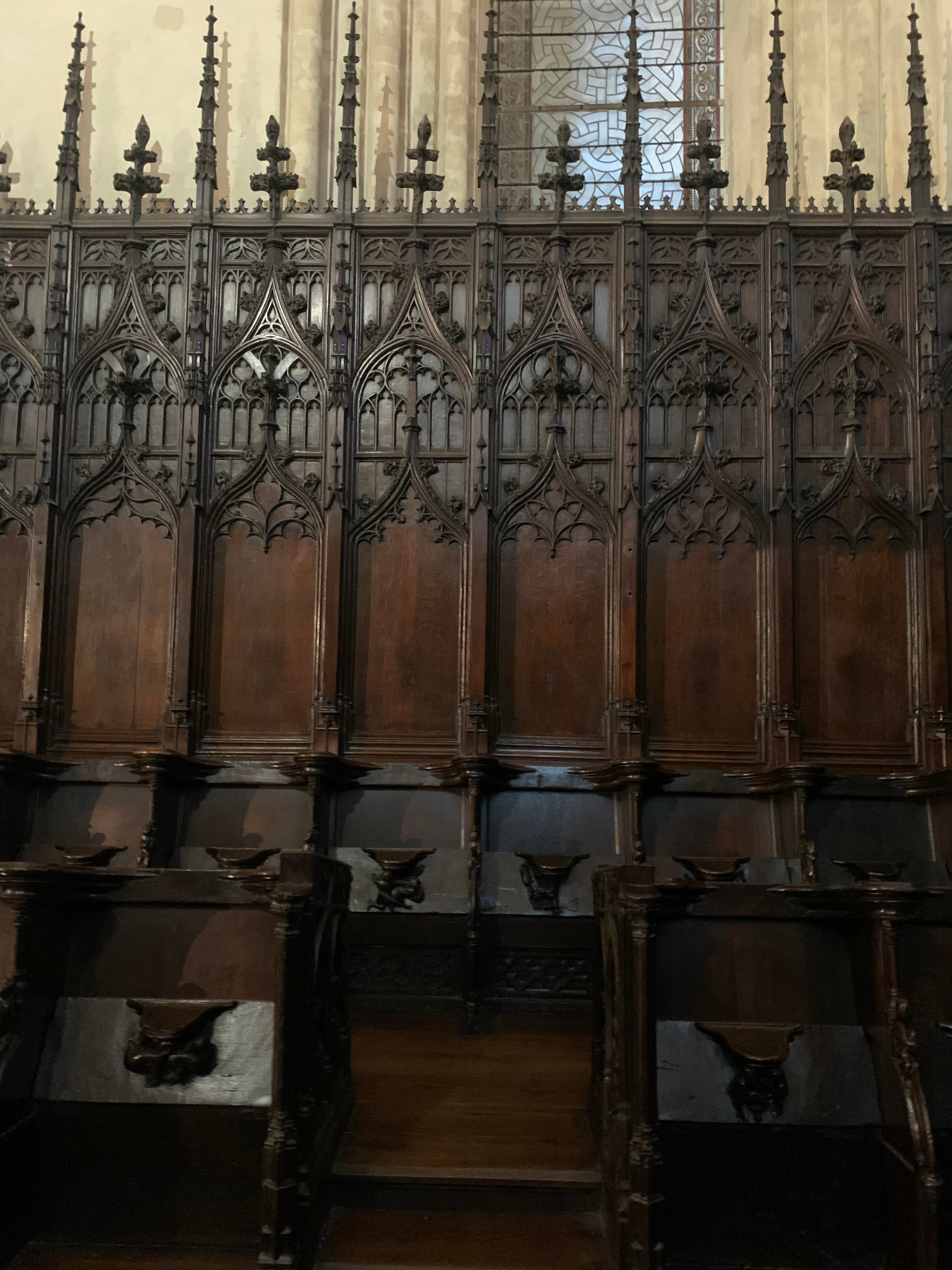
Rangée de sièges le long du chœur de la basilique.
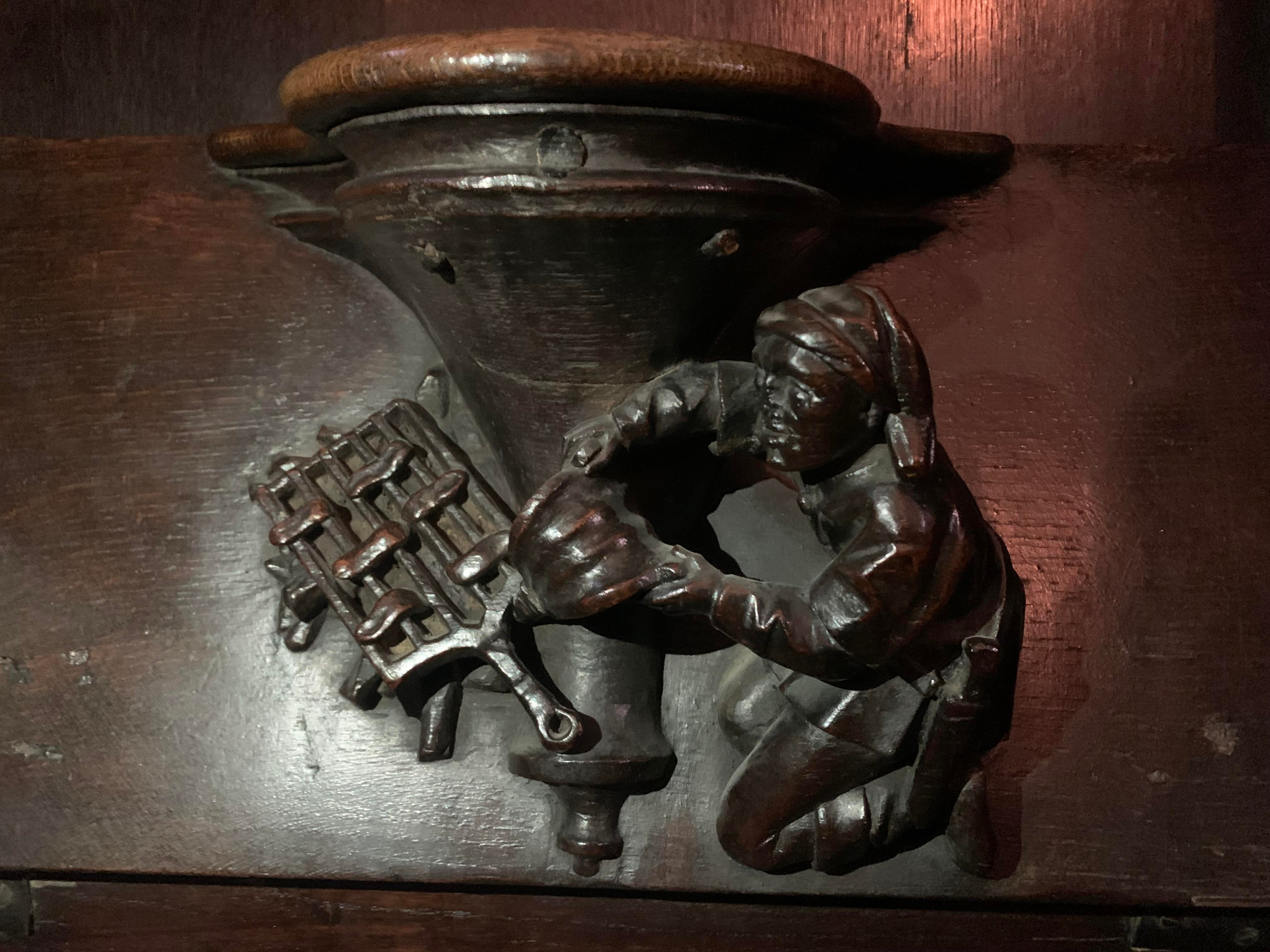
Il s'agit de l'une des trente-deux stalles encore conservées sur quarante-deux.
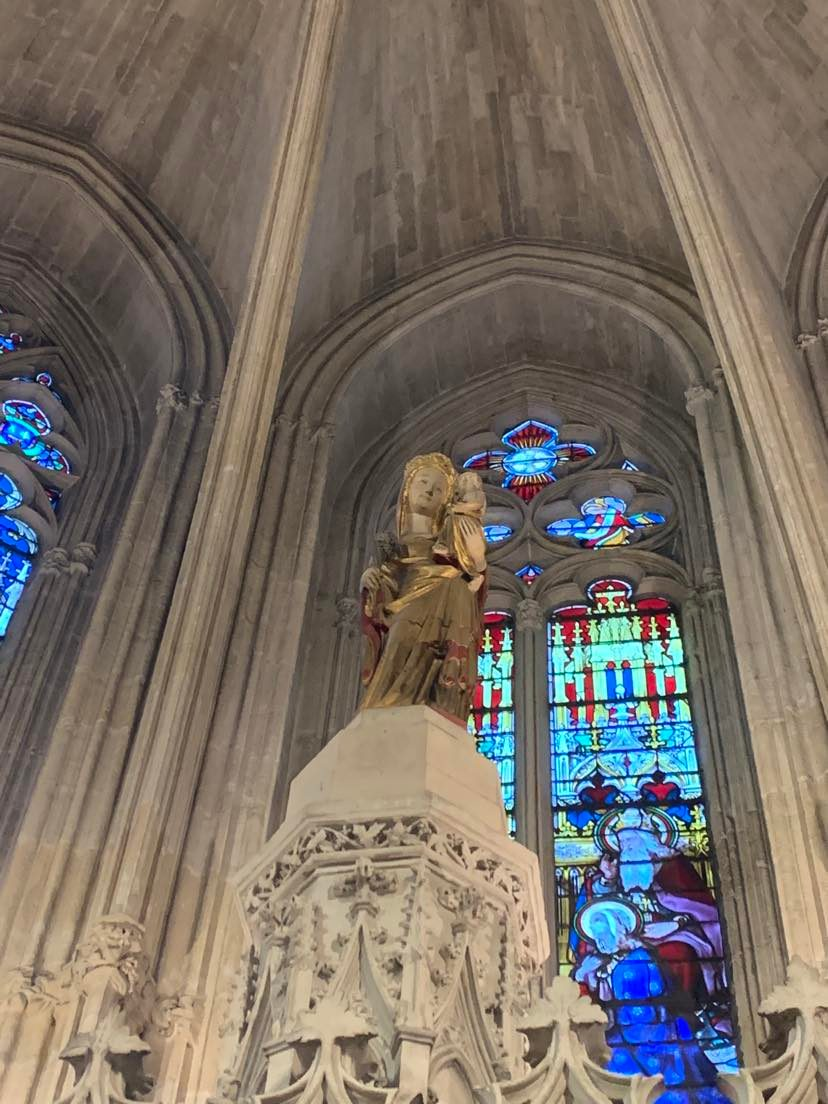
Statue de la Vierge Marie et de l'Enfant Jésus en albâtre, XIVe siècle.
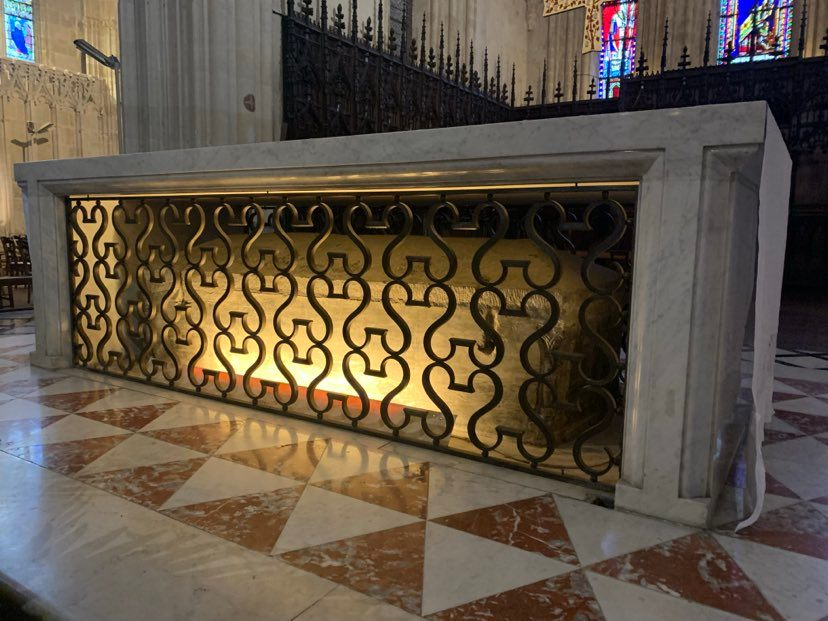
Tombeau de saint Seurin.

## Les chapiteaux du portail occidental

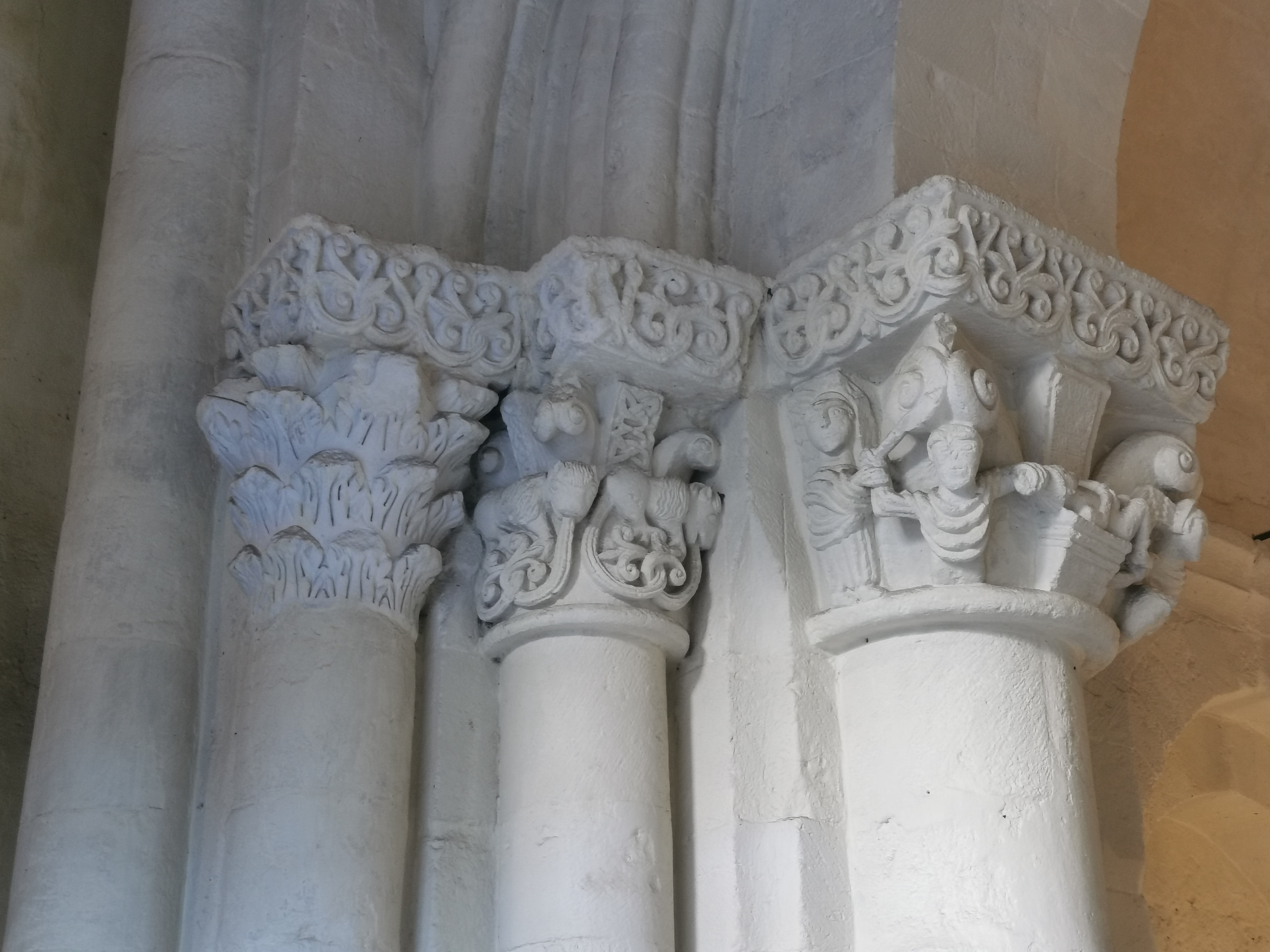
Chapiteaux du couloir-porche de la basilique Saint-Seurin, dont celui représentant le sacrifice d'Isaac par Abraham. Partie nord.

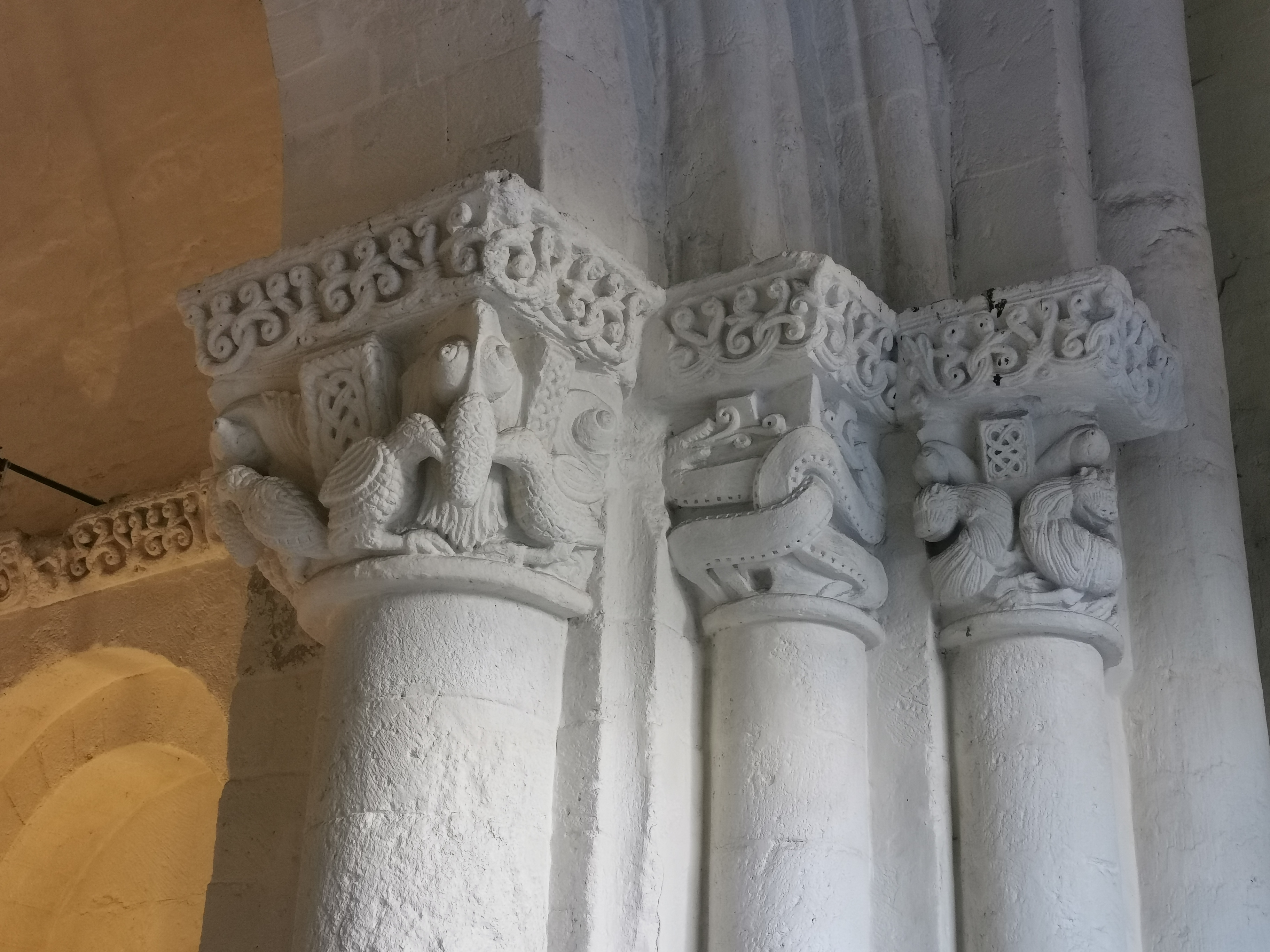
Chapiteaux du couloir-porche de la basilique, avec celui orné d'oiseaux béquetant une grappe de raisins. Partie sud.

Autrefois entrée principale de la basilique Saint-Seurin de Bordeaux, datant du XIe siècle, le massif occidental a subi une réfection néo-romane en 1828, menée par l'architecte Alexandre Poitevin. Cette façade vient masquer l'ancienne, de style roman. Un couloir-porche, où se réunissaient autrefois catéchumènes, pénitents et pèlerins, relie la façade occidentale à la nef de l’édifice. Il possède un plan en « T », dont la branche verticale est orientée à l'est et se termine au niveau de la porte donnant accès à la nef de la basilique.
Dans la grande arcade située à l'entrée du couloir, on remarque la présence de plusieurs chapiteaux dont un, en marbre blanc, est un réemploi d'un chapiteau gallo-romain venant certainement du Palais Gallien à Bordeaux. Du côté opposé de l'arcade, un « chapiteau » très particulier attire l'attention. Sans doute réalisé au XIXe siècle, vers 1856, il est la représentation d'un tombeau cénotaphe : saint Seurin y est visible, enveloppé dans un linceul, sur un lit de parade à colonnettes.
L'entrée du couloir-porche, voûté en berceau, se fait en passant sous un arc en plein cintre retombant sur des colonnes cylindriques légèrement adossées au mur et qui reposent sur des bases cylindriques évasées, supportant de chaque côté une série de trois chapiteaux.
Au nord figure une représentation de la scène du Sacrifice d'Isaac par son père Abraham, selon un épisode biblique de la Genèse. Sur la partie frontale de la corbeille est sculptée une table sacrificielle sur laquelle est allongé Isaac. Toutefois, ses jambes repliées au dehors de la table suggèrent qu'il s'apprête à se lever. À gauche, Abraham tient dans sa main droite une arme sacrificielle tandis que sa main gauche a empoigné la chevelure de son fils. Dans le coin le plus à gauche du chapiteau, un personnage est représenté, sans doute un ange, bloquant le bras armé d’Abraham. À droite arrive le bélier qui va être substitué à Isaac.
Il est flanqué de deux autres chapiteaux, de dimensions moindres, où figurent des motifs végétaux et animaliers. La corbeille du chapiteau le plus à gauche est orné de palmettes. Faisant face à la scène du sacrifice d'Isaac et orienté au sud, une représentation d'oiseaux béquetant une grappe de raisins, symbole de vie et de spiritualité inspiré du Nouveau Testament.
Ce chapiteau est, lui aussi, flanqué de deux autres chapiteaux, à thème animalier. Celui placé le plus au centre montre un enlacement de serpents dardant une langue trifide. Sur le chapiteau le plus à droite sont sculptés des volatiles monstrueux aux yeux globuleux.
Dans ce très bel ensemble de chapiteaux, on notera que l'abaque est orné d'entrelacs ou de feuilles aux motifs variés formant elles-aussi des entrelacs. Les astragales sont de simples moulures arrondies, sans aucun motif. Au bout du couloir, une porte autrefois surmontée d'un tympan et d'un linteau romans, aujourd'hui disparus, donne accès à la nef.

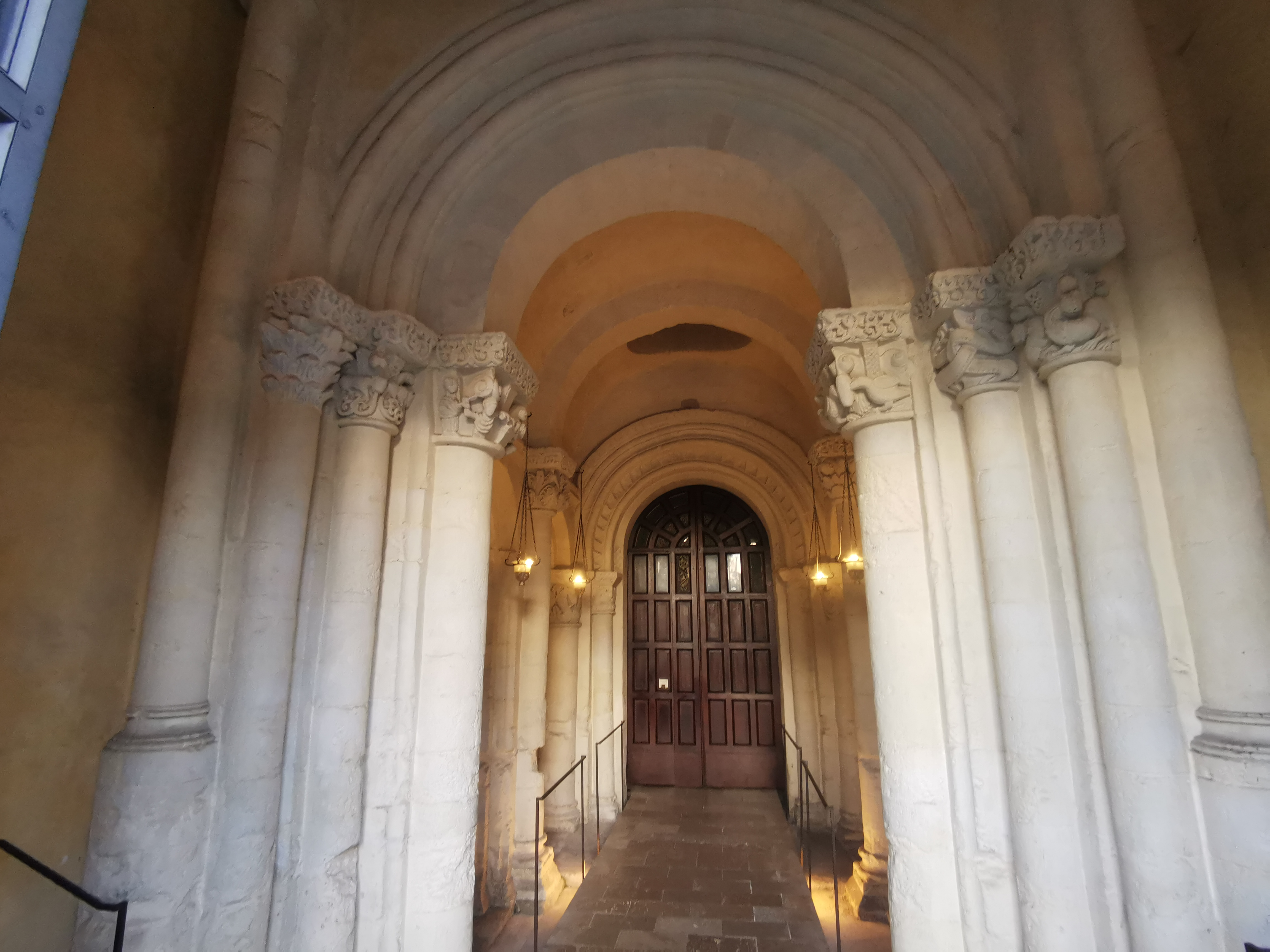
Entrée du couloir-porche, avec ses deux séries de trois chapiteaux supportant la retombée de l'arc en plein cintre.
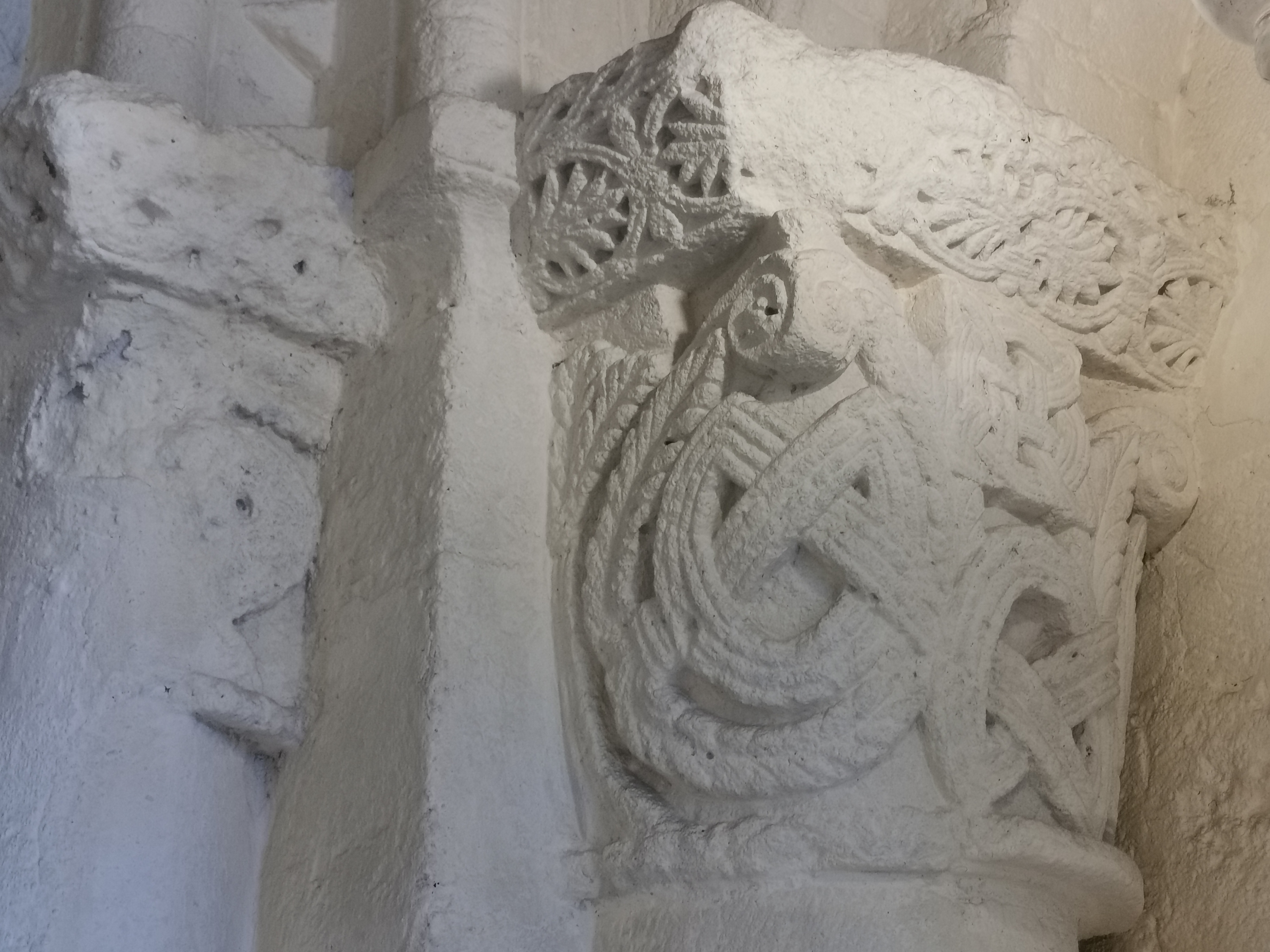
Chapiteaux de plus petites dimensions que les autres, encastrés dans le mur droit de la porte d'entrée de la nef (côté sud).
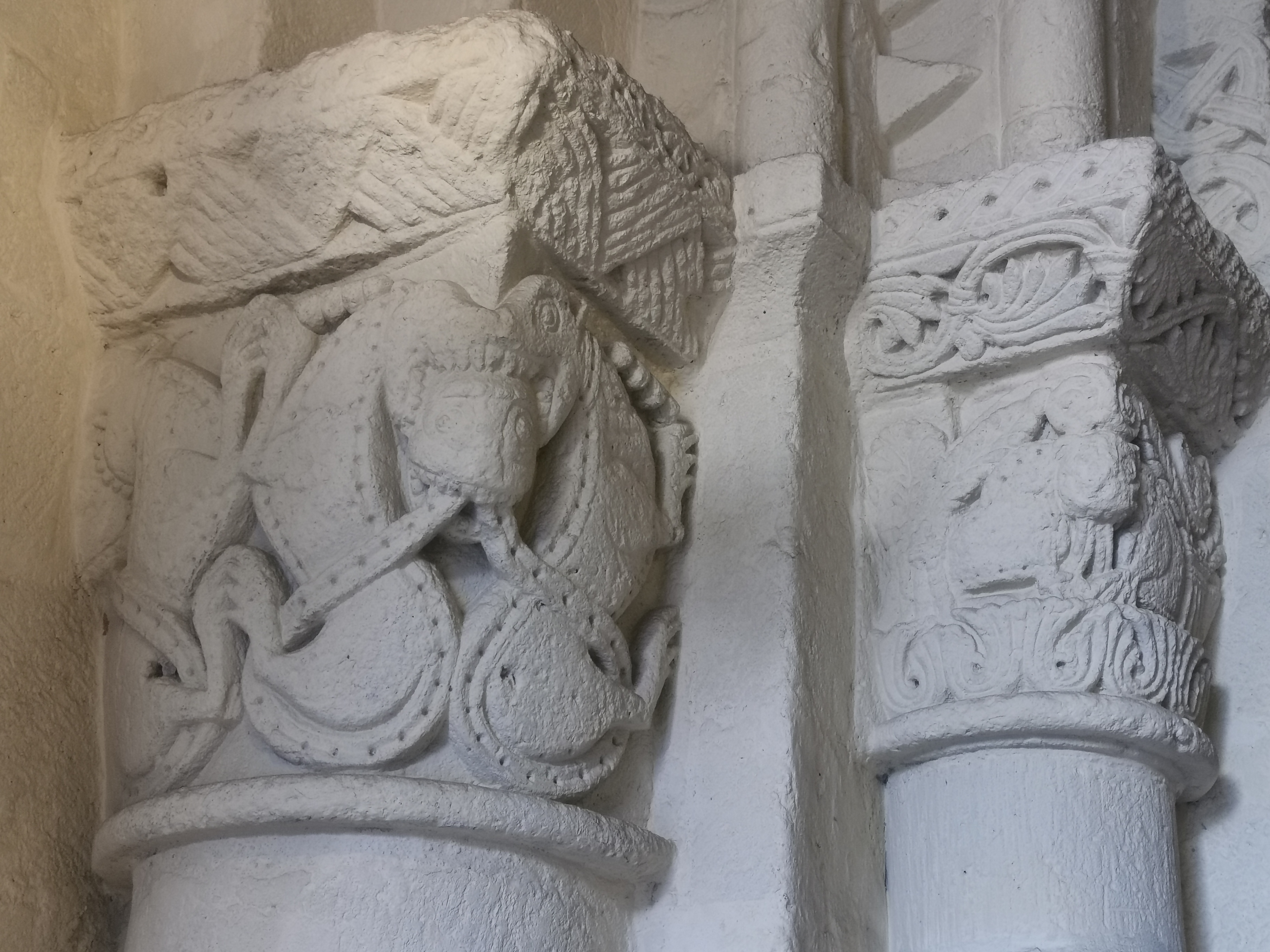
Chapiteaux de plus petites dimensions que les autres, encastrés dans le mur gauche de la porte d'entrée de la nef (côté nord).
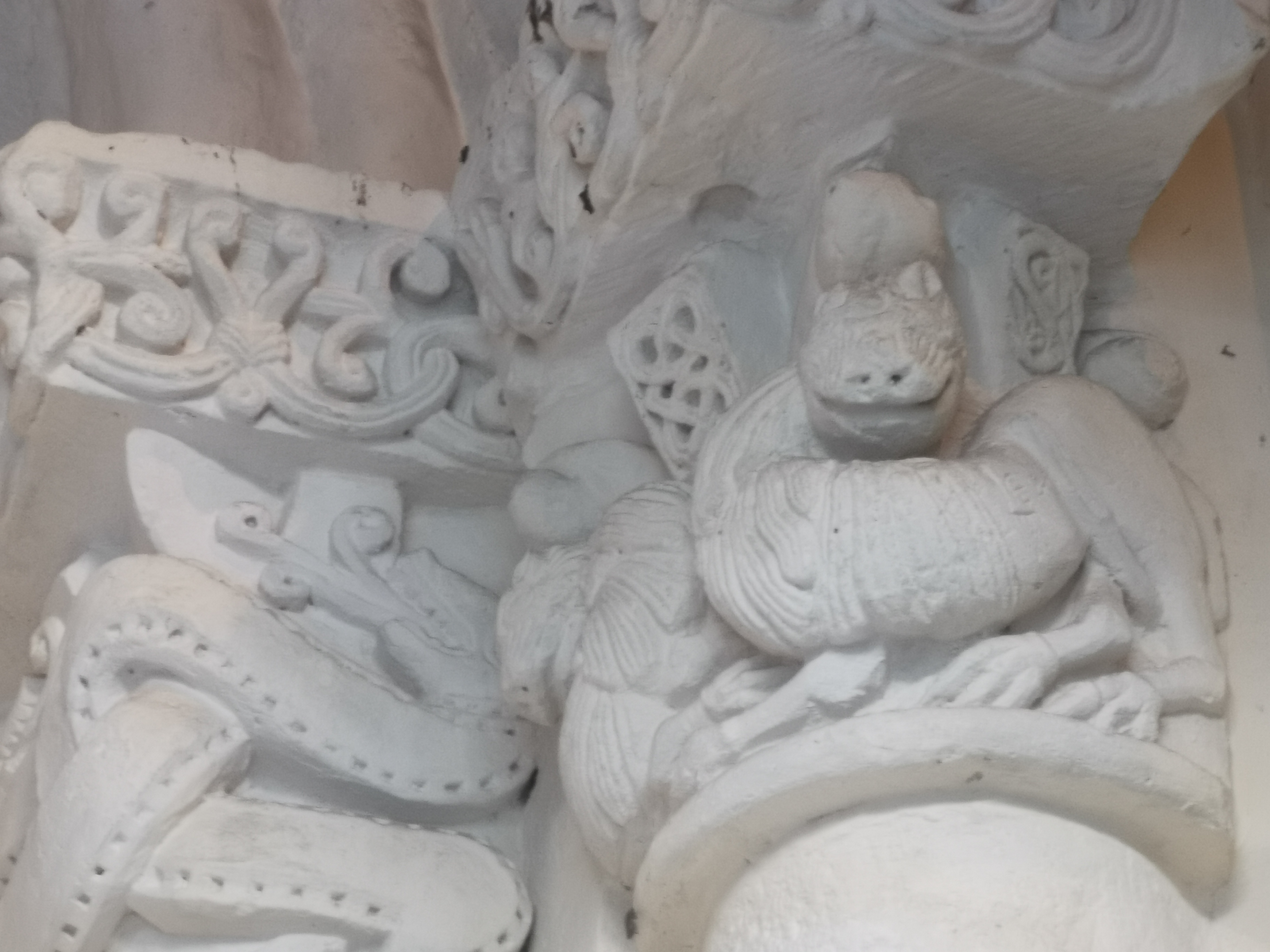
Chapiteaux flanquant celui représentant des oiseaux béquetant une grappe de raisins (côté sud).
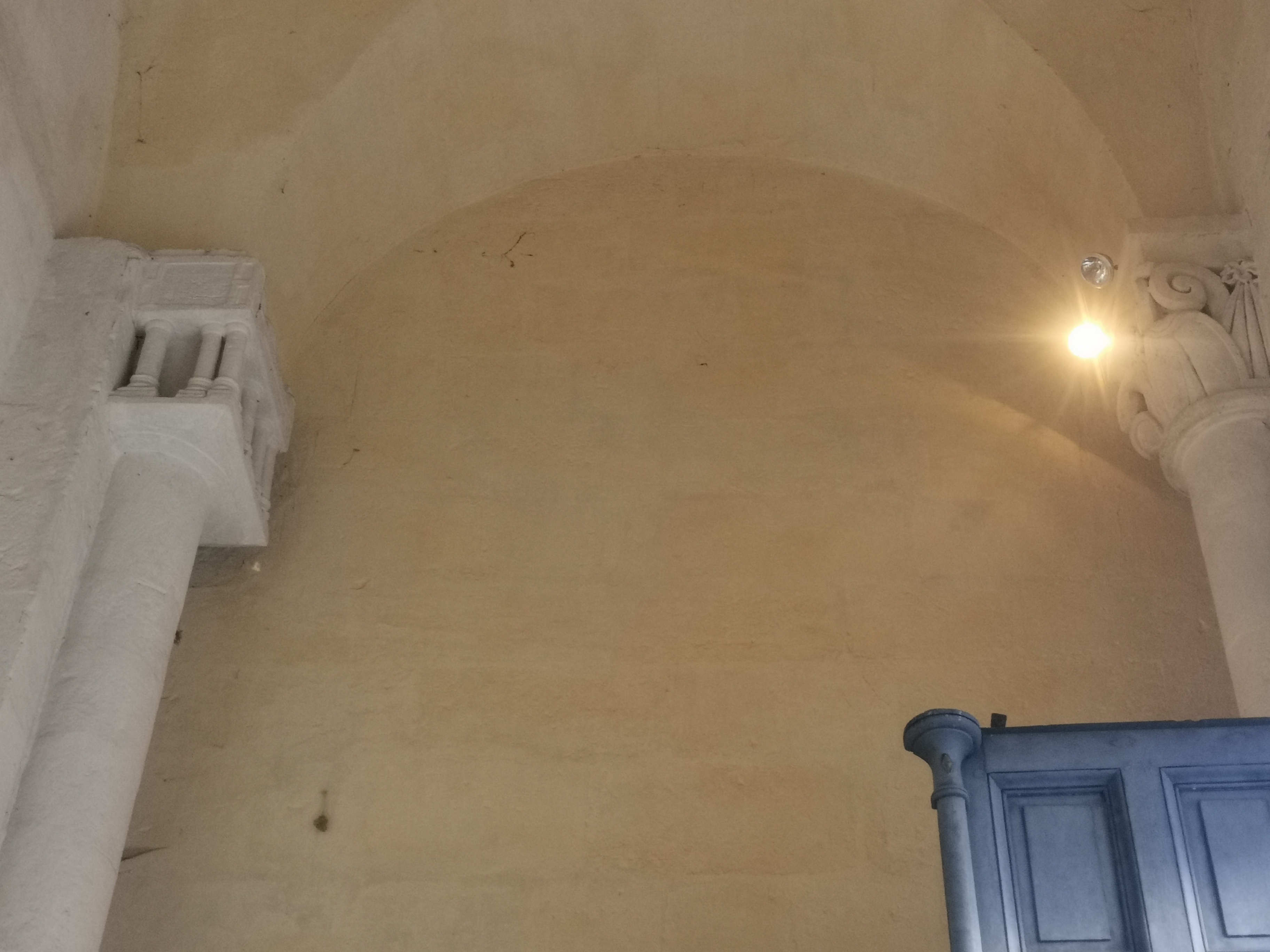
Chapiteau représentant le tombeau de saint-Seurin, dans l'arcade du couloir-porche.

## Portail sud

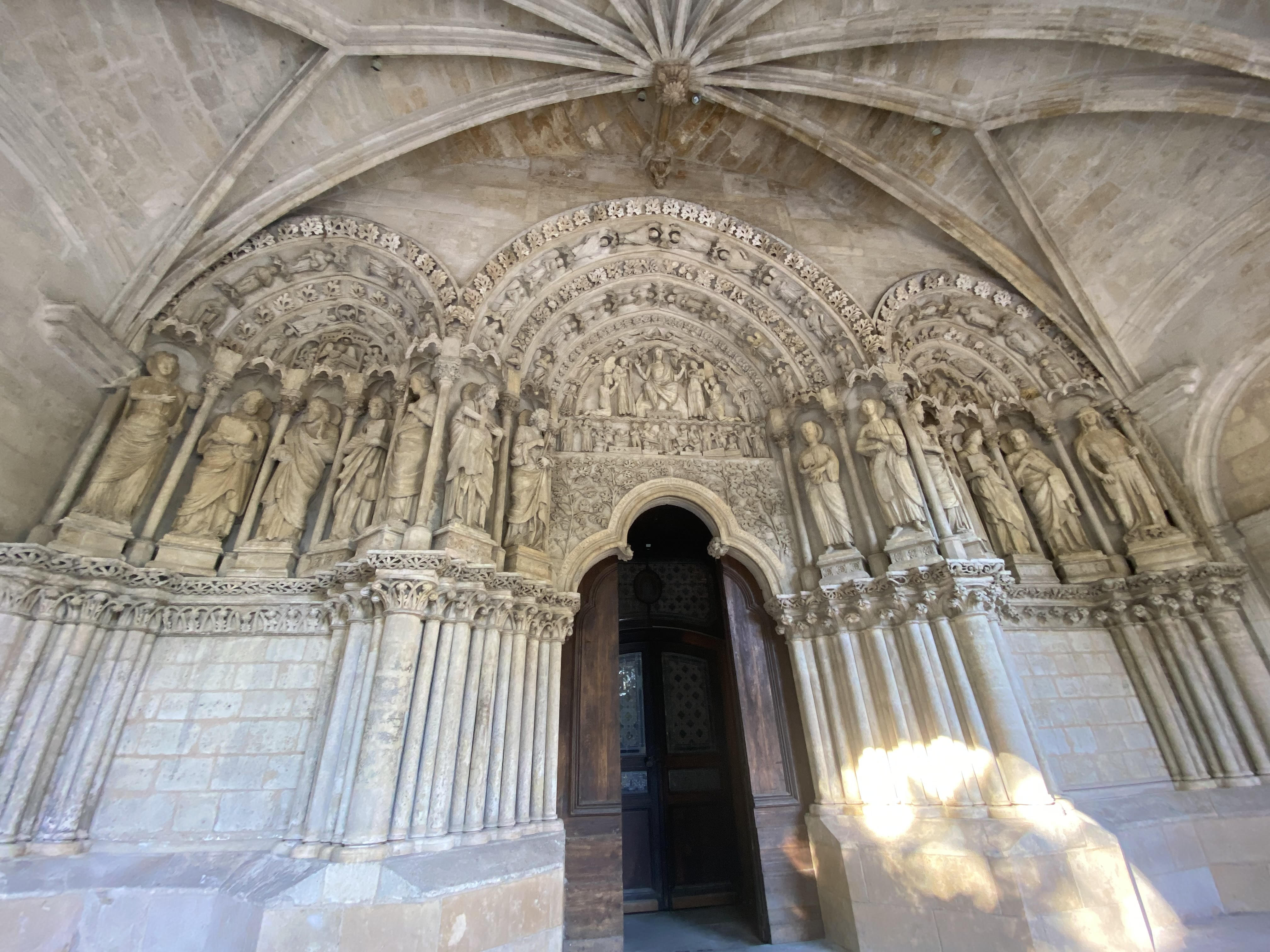
Vue d'ensemble du portail sud.

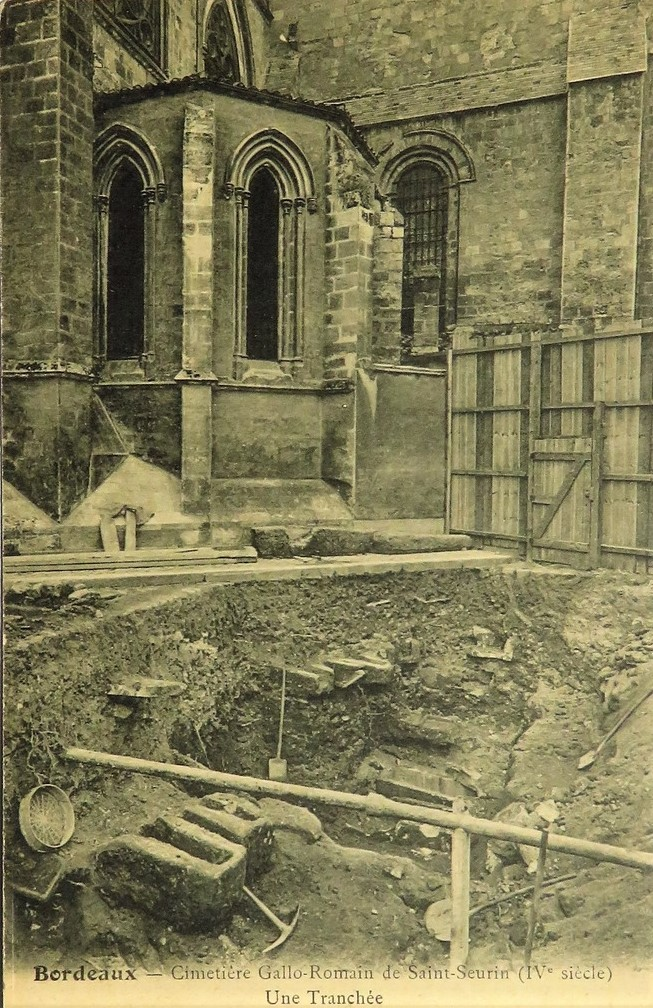
Cimetière romain positionné en face du portail méridional de la basilique.

À la hauteur de la deuxième travée de l'édifice construit entre le XIIe et le XIIIe siècle, près du beffroi construit entre 1538 et 1540, se présente le portail méridional. « Cette belle porte, dit M. de Lamothe, est un des monuments les plus curieux que nous ait laissé le XIIIe siècle ».
Au Ier siècle de notre ère, la place sur laquelle est construite le transept sud de l'église était le plus grand cimetière de la ville, ce qui justifie y tout d'abord l'érection d'un lieu de culte chrétien mais également l'importance de ce portail méridional, dont la construction est décidée au XIIIe siècle par les chanoines. L'entrée tripartite est faite d'arcs brisés, de voussures quadripartites alternées de motifs végétaux naturalistes et de personnages en bas-relief accompagnés de leurs attributs, compris sous des dais trilobés et finement sculptés. Le portail se divise en trois tympans dont deux, aux angles, qui se développent sous un décor architecturé surmonté de quatre voussures où s'alternent anges et motifs végétaux. La tripartition de l'ensemble symbolise la trinité soit le Père, le Fils et le Saint-Esprit.
Les personnages en frise sont individualisés et accompagnés de leurs attributs distinctifs, leurs vêtements antiquisants sont faits de plis saillants. Les personnages reposent sur des piédestaux qui eux-mêmes prennent appui sur des motifs d'entrelacs, qui constituent les chapiteaux des colonnes aux piédroits des ouvertures. Ces derniers forment une unité ornementale par les motifs de crochets végétalisés.
L'ouverture principale est percée d'un trilobe dont les tores terminent en choux et dont l'arc est souligné d'une phrase en latin : « Anno DNI MCC LX septimo viio kal ivlii obiit Ramvdvs de Fonte can et sacdos hvt ecce ata cvi reqviescat in pace amen ». (« L'an du Seigneur 1267, le septième des Calendes de juillet, mourut Raymond de Lafont, chanoine et prêtre de cette église. Que son âme repose en paix. Ainsi soit-il.). Cette inscription venait en supplément d'une dalle de marbre que serait la sépulture du chanoine en question. Il s'agirait d'un acte d'humilité que de se voir reposer pour l'éternité au seuil de la porte du paradis. Les écoinçons au-dessus de l'arcature centrale sont agrémentés de pampres de vignes picorés par des oiseaux qui symbolise la nourriture divine du fidèle qui est le sang du christ.
Les ébrasements des baies sont marqués par une série rapprochée de faisceaux de colonnettes, leurs chapiteaux sont ornés de décor animaliers ainsi que végétaux qui se prolongent en une frise et une corniche superposée.
Quatorze statues sont érigées, aux attributs et aux postures distinctes. Il s'agit des Douze Apôtres. Nous y reconnaissons, de droite à gauche : la Synagogue à ses yeux bandés par un serpent et sa couronne au sol, saint Matthieu par son livre ainsi que son auréole, Saint Jude aussi appelé Thaddée, Saint-Jean le Majeur, Saint Mathias qui est le remplaçant de Judas Iscariote, Saint Paul, Saint Pierre qui possède les clés du paradis, Saint André qui est le frère de Pierre, Saint Jacques le Mineur, Saint Thomas, Saint Barthelemy ainsi que Saint Philippe[réf. à confirmer].
Le portail principal est, comme traditionnellement, le Jugement dernier où Jésus-Christ, est vêtu d'une toge à la manière des philosophes antiques tandis que ses mains sont dirigées vers le ciel dans l'attente de la nomination des élus et des damnés accompagnés de Saint-Jean dit « Le Bien Aimé » à la gauche du Christ ainsi que la Sainte Vierge à sa droite, tous deux en position de prière perpétuelle. Deux anges au niveau de sa tête tiennent l'un le soleil et l'autre la lune. Les anges porteurs des instruments de la passion se tiennent debout à côté de lui. L'utilisation du Jugement dernier en termes d'iconographie dans ce cas là est pertinent dans le sens où le portail s'érige en face d'un cimetière, les défunts ont ainsi la possibilité de méditer alors que les fidèles qui entrent dans l'église subissent un rappel de ce que doit être un bon dévot pour aller au royaume des cieux, comme une mise en garde.
Les archivoltes au-dessus de cet épisode sont triples et entrecoupés d'ornements de feuillage de palmiers, de renoncules, de violettes ainsi que d'oiseaux et de crapauds. Les anges qui longent l'ogive au-dessus du Christ lui tiennent une couronne au-dessus de la tête, les autres sont reconnaissables comme étant l'ange de la prière, l'ange de l'adoration, l'ange de l'amour, l'ange de l'action de grâce qui illustrent ce verset : « Ils jetaient leurs couronnes devant le trône en disant : « Vous êtes digne, ô Seigneur notre Dieu, de recevoir gloire, honneur et puissance ».
La deuxième archivolte illustre quant à elle les Vertus, les Anges et les Archanges tandis que la dernière symbolise les Dominations, les Puissances et les Principautés qu'on reconnaît par leurs robes, leurs baguettes, leurs encensoirs et leurs coupes.
Le linteau qui sépare l'écoinçon du Jugement Dernier est encadré de deux anges qui contemplent la scène des corps qui sortent de leurs tombeaux à la suite du retentissement de la trompette jouée par deux autres personnages célestes. Les corps se repaissent de chaire pleine d'espérance pour certains et d'autres pleins de rages dans l'attente de la pesée des âmes réalisée par l'Archange Saint Michel au centre de la scène, perverti par le diable qui fait pencher la balance de son côté. Jésus n'a pas encore procédé à la séparation des élus et des damnés mais les apôtres sont bien à leur place, président avec le Christ au Jugement dernier selon cette formule « « Je » vous dis en vérité sur pour vous qui m'avez suivi, lorsqu'au temps de la régénération le Fils de l'Homme sera assis sur le trône de sa gloire, vous serez assis sur douze trônes et vous jugerez ». Ils sont davantage debout que trônant, tout comme doivent l'être des disciples en présence de leur maître.
Concernant les tympans des deux baies aveugles, celui à la droite du Christ représente l'épisode des Saintes Femmes au tombeau. Une arcature architecturée délimite la scène qui met en avant un ange à côté d'un tombeau vide. Ce dernier entre en conversation avec trois femmes, qui semblent troublés et dont le pendant est fait par trois soldats, sonnés par l'apparition. La voussure qui coiffe l'épisode met en scène des anges, dont deux possèdent une clé et tiennent l'Agnus Dei. La deuxième voussure est ornée de saints personnages. Quant à l'interprétation de la scène, les femmes sont au nombre de trois : Marie (femme de Cléophas), Marie Salomé (femme de Zébédée) et de Marie Madeleine. Une fois le sabbat passé elle se rendirent au tombeau du Christ afin d'oindre son corps et de le couvrir d'offrande, seulement le tombeau est vide et la pierre est tournée, d'où une apparition angélique se fait voir. L'ange les informe de la résurrection du Christ et leur ordonne de répandre la nouvelle, ce qu'elles ne firent pas, par peur.
L'arcature aveugle à l'est figure un personne aux attributs d'évêque : chasuble, mitre, tenant de sa main gauche une crosse (aujourd'hui disparue) et de sa main droite l'édifice voisin. Il se penche vers une personne agenouillée devant lui qui est vêtu d'une tunique, sa barbe est courte et son visage est allongé, il est le plus jeune de la composition. Ses mains sont jointes sur sa poitrine. Derrière l'évêque se tient une personne dont il est difficile de définir le rôle, peut-être un bénitier coiffé de la calotte.
Une autre scène a lieu de l'autre côté, un personnage est en position assise dans un effet de mouvement comme s'il venait tout juste de se lever de son lit, sa barbe est plus fournie alors qu'un personnage, hiératique en face de lui tient un bâton : un dignitaire ecclésiastique que l'on reconnait par sa longue chaleur, son manteau et son bâton.

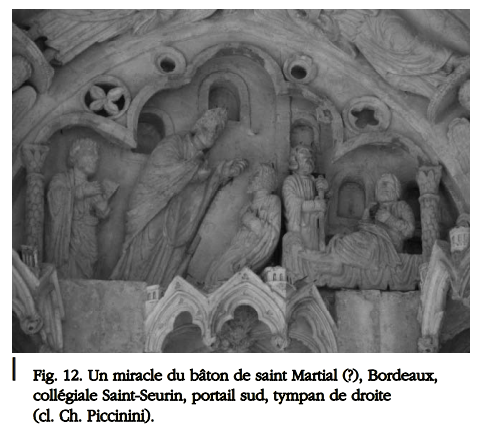
Nous y voyons une scène de résurrection ou de guérison, émanant d'une figure aux attributs d'évêque.
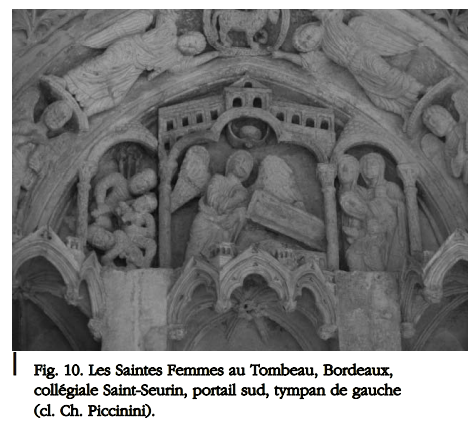
Il s'agit de l'épisode des Femmes au Tombeau, qui est une iconographie habituellement remplacée par une scène de la vie de la Vierge.
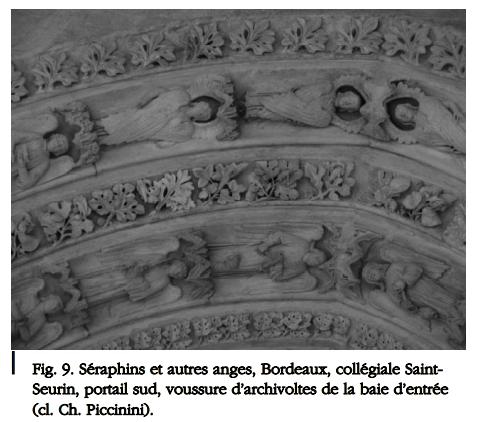
Bas-reliefs de séraphins et d'anges qui ornent les voussures de la collégiale.
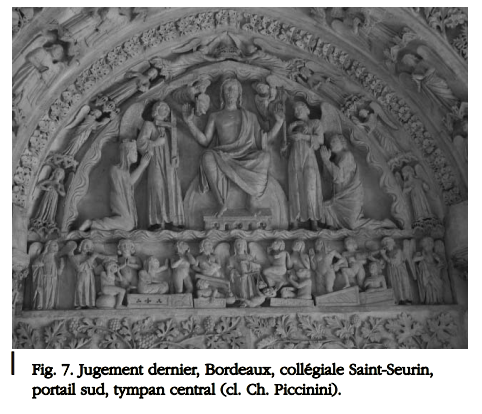
Épisode du Jugement dernier ainsi que de la Résurrection des morts par l'appel de la trompette de l'Apocalypse.

### Restauration
Le portail est décrit en 1840 comme endommagé par l'architecte de la ville que fut G.-J. Durand qui a restauré l'édifice entre 1843 et 1844. Le socle de soubassement a été remis à neuf et les parties endommagées ont été remplacées par du mastic. Les voussures sont faites d'un premier niveau d'anges et d'un deuxièmes de personnes aux attributs d'évêques et l'un aux attributs d'abbé caractérisé par une crosse. Les personnages reposent sur des plateformes qui s'érigent en dais pour les personnages du dessous.
Les épisodes ainsi que l'organisation de ces derniers n'est pas inhabituel, même si la scène des Saintes Femmes au tombeau est souvent remplacée par un épisode de la vie de la Vierge. Le tympan oriental interroge de nombreux chercheurs quant à son attribution, il peut en effet s'agir d'un épisode de la vie de saint Seurin ou encore de saint Martial de Limoges. La question ne semble pas tranchée, l'épisode à droite représenterait soit une guérison soit une résurrection, mais, quel que soit la réponse, la cohérence d'ensemble est avérée.
Une date apparaît, celle de 1267, le portail devait ainsi être suffisamment avancé pour avoir la possibilité de graver cela, sans prendre cette datation comme étant celle du portail dans son entièreté, ce qui est un fait manquant de preuves.

### Datation

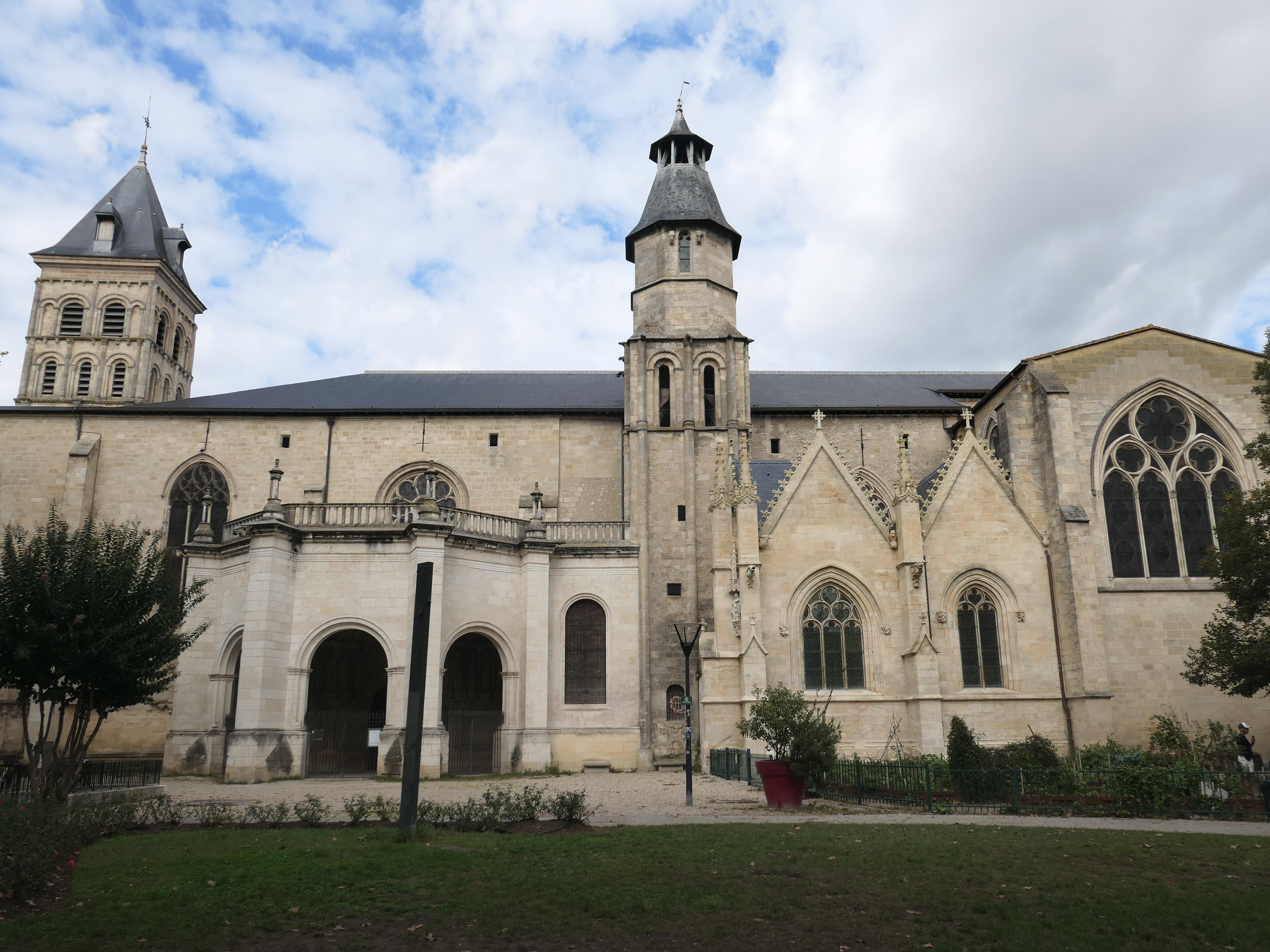
Façade sud de l'église Saint-Seurin de Bordeaux-ainsi que son porche et l'ancien cimetière romain.

Des références au portail de la cathédrale de Sens sont faites, ou du moins, aux portails sculptés du Nord du royaume de France, ce qui et un témoignage de la circulation des modèles ainsi que des maitres d'œuvres et des sculpteurs/tailleurs de pierres. Le style de Notre-Dame de Paris a été détecté dans le Christ ainsi que dans l'ange aux clous, ils seraient représentatifs du style Parisien qui date des années 1230 environ. Le fait d'avoir doublé l'entrée monumentale témoigne d'une volonté de prestige mais témoigne également de l'ambition lors de la reconstruction de l'église à l'époque gothique avec son programme foisonnant.
Le statut d'église de pèlerinage ajoute évidemment de la noblesse à l'édifice et accroît ainsi considérablement son taux de fréquentation et devait nécessairement affecter sa gestion des flux.

## Les cryptes

### La crypte de l'église

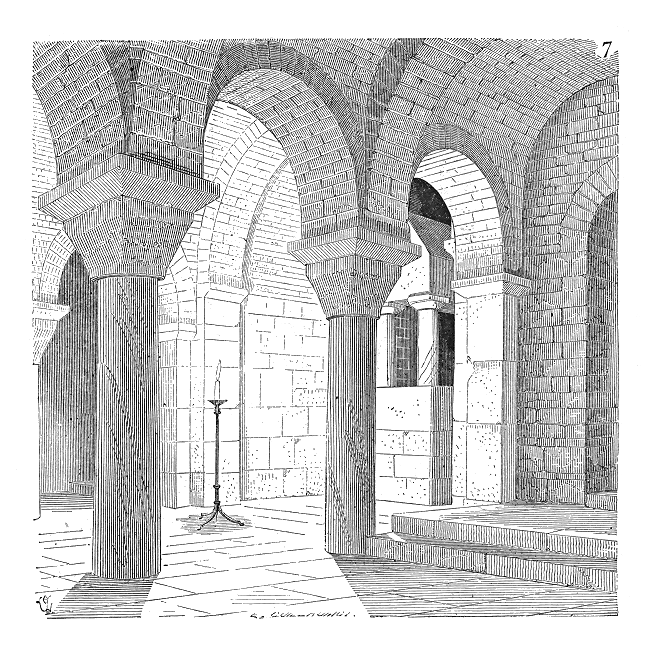
Crypte contenant le sarcophage du saint.

Sous l'autel de la basilique, dans son alignement, est disposée la crypte, accueillant le sarcophage de saint Seurin, quatrième évêque de Bordeaux. L'origine de la crypte se trouve, comme précédemment mentionné, dans un bâtiment initial daté du Ve siècle. Ce dernier est utilisé comme basilique funéraire comme l'attestent des sarcophages de marbre qui étaient supposés contenir les corps des premiers saints évêques.
La crypte ne prend ses fonctions funéraires qu'au Ve siècle apr. J.-C. lors de l'acquisition de sarcophages des trois premiers évêques de la ville canonisés : saint Delphin de Bordeaux, saint Amand de Bordeaux et saint Seurin. Avant cela, elle marquait l'emplacement d'un lieu de rassemblement des premiers chrétiens avant l'instauration de l'édit de Milan. Le culte des saints depuis la réforme catholique à Bordeaux jusqu'au XIIe siècle élève le lieu en un « pôle de sacralité » sans équivalent dans le diocèse.
L'année 1635 marque la transformation de la basilique funéraire avec la suppression de l'abside carolingienne pour permettre la création de trois enfoncements destinés à accueillir les sarcophages et le cénotaphe de saint Fort. Ce dernier martyr fait, à cette époque, l'objet d'un culte de la population qui a perduré jusqu'à récemment. En effet, tous les 15 mai, les mères menaient leurs enfants sur la sépulture de saint Fort dans le but de les rendre plus « fort ».
Aujourd'hui, la crypte sert d'écrin protecteur à de nombreux sarcophages : parmi eux, on retrouve les sarcophages des saints évêques mais aussi ceux des saintes Véronique et Bénédicte ainsi que le tombeau de saint Fort. Ce nombre important de sépultures s'explique par la superposition des époques et des activités attestées lors des fouilles archéologiques. De tels travaux impliquent la relecture des récits historiographiques et hagiographiques dans un contexte où les enjeux reposent sur la volonté de faire du lieu un berceau du christianisme en Aquitaine et plus largement en Gaule. Malgré tout, de nombreuses incertitudes perdurent concernant les relations entre la nécropole, certains de ses sarcophages et la genèse du lieu de culte. Un autre enjeu aujourd'hui se révèle: un paradoxe important demeure entre l'exposition des reliques et la conservation de la crypte.

### La crypte archéologique
La crypte archéologique est un vestige majeur car l'un des plus anciens de Bordeaux. Elle accueille en effet une partie du cimetière paléochrétien qui était établi de la place des Martyrs de la Résistance jusqu'à la rue Judaïque.Le développement de l'église médiévale se fait à partir de la nécropole du IVe siècle préexistante et dont on conserve les vestiges, connus depuis le XIXe siècle au moins.
Selon la tradition, la nécropole Saint-Seurin aurait été consacrée par le Christ et par sept saints évêques. Toujours selon la même tradition, elle accueillerait les sépultures de certains des preux morts à Roncevaux. Cela explique la ferveur des pèlerins du Moyen Âge, qui se recueillaient sur ces sépultures et y écoutaient les récits de la fondation légendaire de la basilique. La présence de sarcophages antiques tardifs au sein de la collégiale a largement participé à l'élaboration de légendes autour de ce premier lieu saint d'Aquitaine. Ces récits englobent également et surtout le reliquaire du corps de saint Seurin.
Entre 1834 et 1841, de nombreuses fouilles archéologiques sont réalisées dans la basilique. Deux sarcophages sont mis au jour et l'espace est largement aménagé par l'abbé Cirot de la Ville, le transformant en un cimetière chrétien. La fouille menée par Paul Courteault de 1909 à 1910 au sud de la collégiale, motivée par les membres de la Société Archéologique de Bordeaux, a révélé le cimetière de Saint-Seurin dans son intégrité médiévale et près de 160 sarcophages ont été extraits de ce chantier. La nécropole présentait également des sépultures superposées datées du IVe au XIIIe siècle. L'écrivain s'est cependant heurté à des difficultés d'interprétation. Ce chantier, de plus grande envergure tend à révéler et interpréter de nouveaux éléments actuellement exposés dans la crypte ouverte au public encore aujourd'hui.
|  |

À la fin des années 1950, puis entre 1964 et 1969, Raymond Duru dirige de nouvelles campagnes qui permettent l'ouverture de la crypte au public dès les années 1980. Ce chantier, de plus grande envergure tend à révéler et interpréter de nouveaux éléments actuellement exposés dans la crypte ouverte au public encore aujourd'hui.

### Distribution des espaces

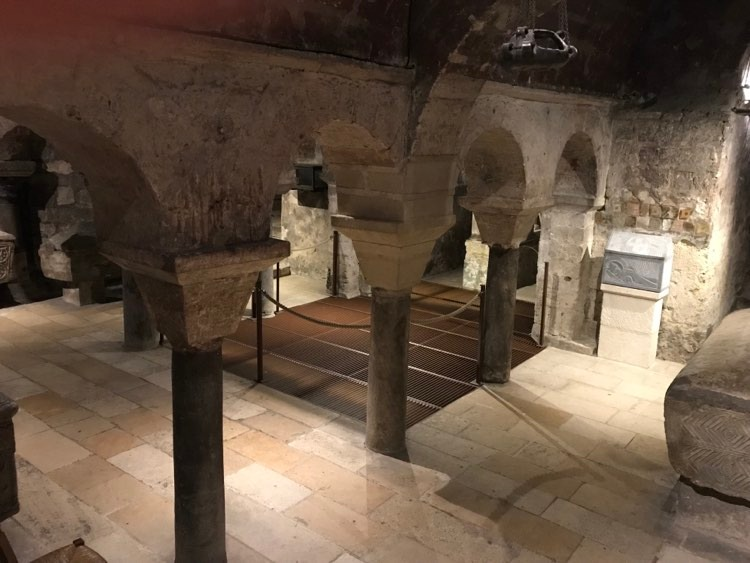
Crypte de la basilique Saint-Seurin.

On accède à la crypte par un escalier coudé, accessible depuis le collatéral Sud de la nef. L'ensemble est construit en petit appareil de pierres et est vouté en berceau. Ses retombées sont soutenues par deux rangées de colonnes de porphyre. Elle est divisée en trois vaisseaux : une nef centrale composée de la chambre centrale et se terminant par une exèdre accueillant le mausolée de saint Fort, la nef latérale Nord se terminant par une abside accueillant le sarcophage de sainte Véronique et la nef latérale Sud se terminant également par une abside accueillant le sarcophage de sainte Bénédicte.
La chambre du vaisseau central, plus large que les vaisseaux latéraux dispose également d'une fosse quadrangulaire creusée contenant trois sarcophages en calcaire, de cuve rectangulaire disposés les uns à côté des autres. Ceux-ci sont protégés par une grille placée au-dessus de la fosse et accessible aux visiteurs.

### Le mobilier funéraire de la crypte
Une dizaine de tombeaux ont été extrait et sont visibles dans la crypte, mais tous ne sont pas attitrés précisément, parfois contenant des restes de plusieurs défunts et martyrs. Ils se répartissent sur quatre à cinq niveaux sous le sol. Le travail de ces tombeaux demeure conséquent pour leur richesse architecturale et leur précision.

#### Reliquaire de saint Amand

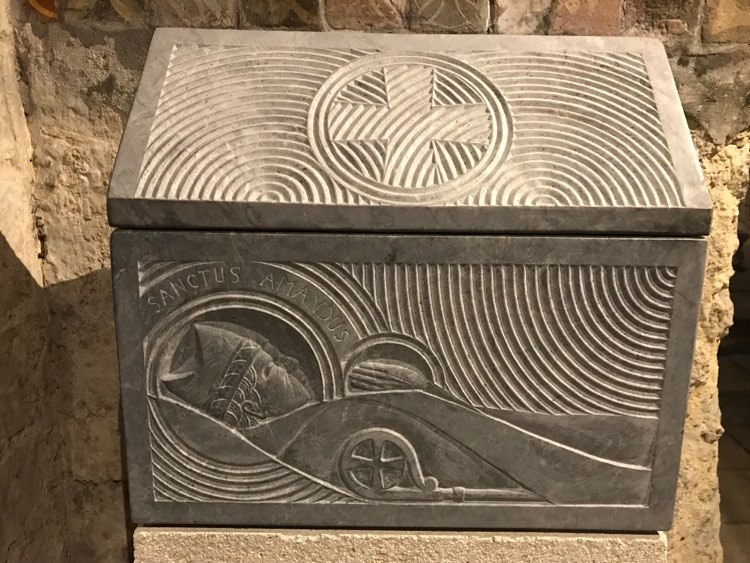
Reliquaire de saint Amand.

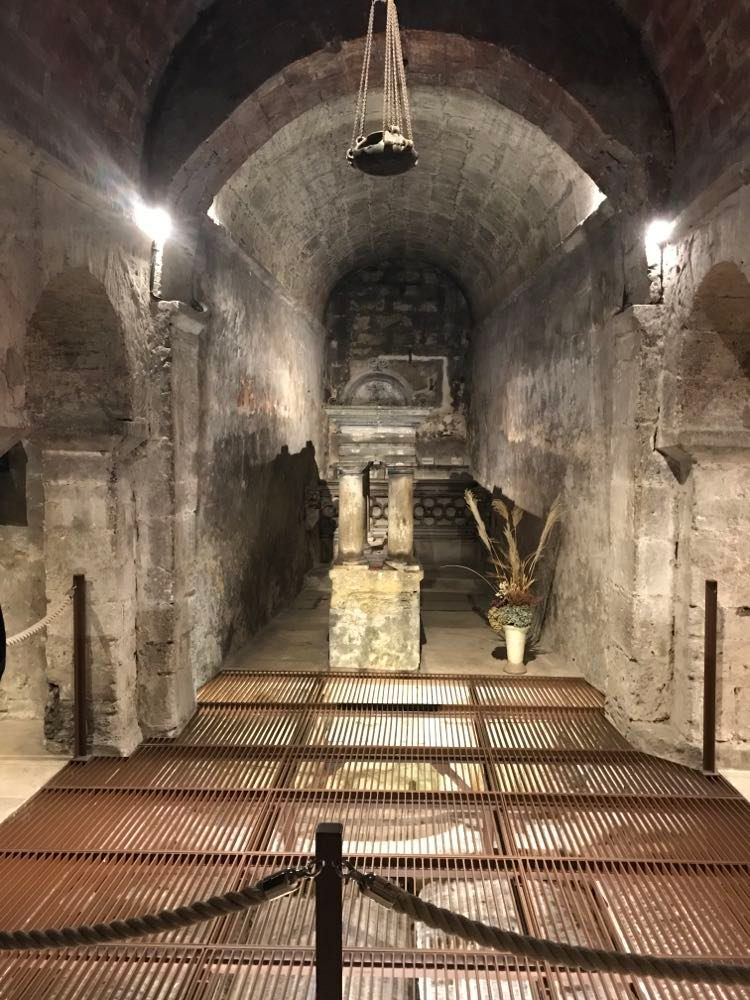
Tombeau de saint Fort, nef centrale de la crypte.

À la suite de la redécouverte des os de saint Amand dans une boîte à chaussures en 2017, la paroisse commande au sculpteur Augustin Frison-Roche la réalisation d'un petit reliquaire pour y entreposer les restes du saint, archevêque de Bordeaux et prédécesseur de saint Seurin. Disposé dans le collatéral sud de la crypte, le reliquaire reprend les formes architecturales des sarcophages : une boite rectangulaire fermée par un couvercle et décoré de lignes circulaires sculptées en bas-relief. Le décor représente le saint couché coiffé de sa mitre, les mains jointes en position de prière perpétuelle et placé à côté de sa crosse épiscopale. Il est entouré de l'inscription en latin Sanctus Amandus. La foi chrétienne est rappelée par le symbole de la croix grecque sculptée sur le couvercle du reliquaire.

#### Tombeau de saint Fort

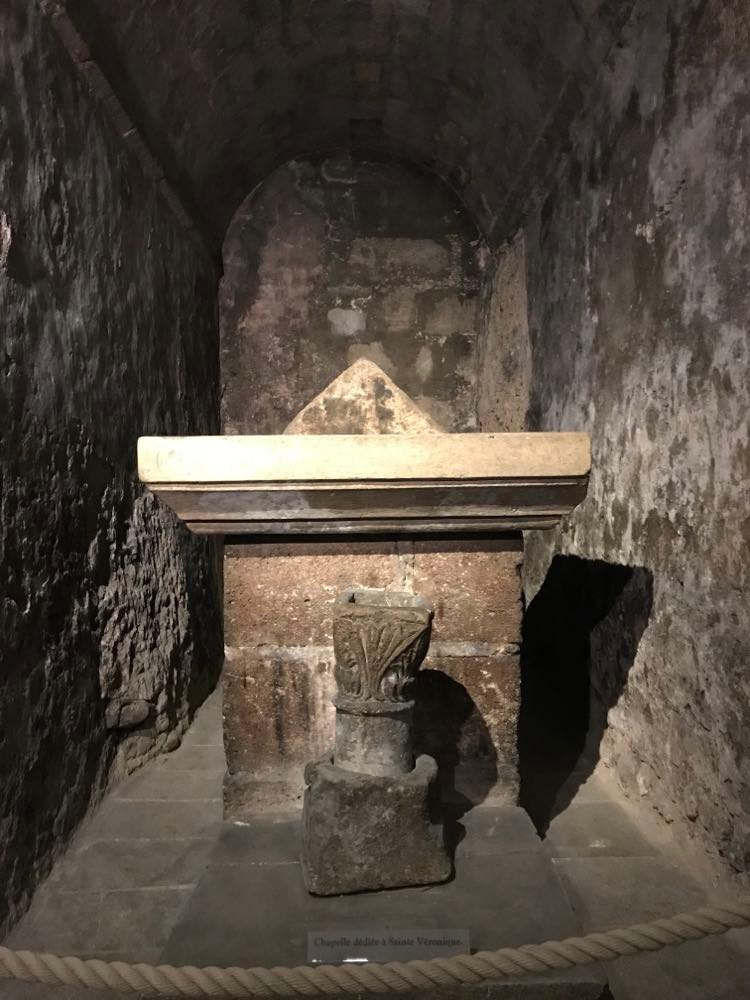
Sarcophage de sainte Véronique, abside du vaisseau latéral sud de la crypte.

Figure majeure de la crypte, le tombeau de saint Fort demeure le plus imposant et le mieux mis en valeur dans l'espace. Réalisé au XVIIe siècle, il est situé dans l'alcôve de la nef centrale et son architecture est surélevée par six colonnettes couronnées d'un entablement en demi-lune.

#### Tombeau de saint Delphin
Disposé dans le vaisseau latéral Sud, en face de l'entrée de la crypte, le tombeau de saint Delphin de Bordeaux témoigne des dégradations de l'Histoire. Son couvercle à double pentes (allusion à la symbolique chrétienne de la montagne) a largement perdu son aspect initial du fait du piétinement des visiteurs qui l'ont érodé au fil des années. Il est recouvert de décors d'écailles de poisson en référence au premier symbole de représentation et de ralliement du christianisme Ichtus ; le sarcophage marque ainsi la foi chrétienne de son propriétaire. Le marbre de Saint-Béat utilisé pour sa réalisation témoigne de la richesse du propriétaire. La découverte du tombeau a révélé la présence d'un corps auquel il manque un bras.

#### Tombeau de sainte Véronique
Connue pour avoir nettoyé le visage de Jésus lors du Portement de Croix, sainte Véronique est une figure importante de l'évangélisation de l'Aquitaine. Son tombeau repose dans la nef latérale Nord de la crypte. Il dispose de formes architecturales simples : une cuve en pierre de taille recouverte d'un entablement en pierre plus claire surmonté d'un élément de forme pyramidale. Elles sont considérées avec sainte Bénédicte comme les deux saintes femmes de Bordeaux.

#### Tombeau de Bénédicte
Son tombeau fait écho à celui de Véronique par sa disposition dans la nef latérale opposée (sud) et par sa simplicité architecturale : une simple cuve rectangulaire au couvercle pentu. Son sarcophage est disposé au premier plan de l'alcôve, avec deux autres sarcophages davantage dans le renfoncement de l'espace.

#### Autres sarcophages

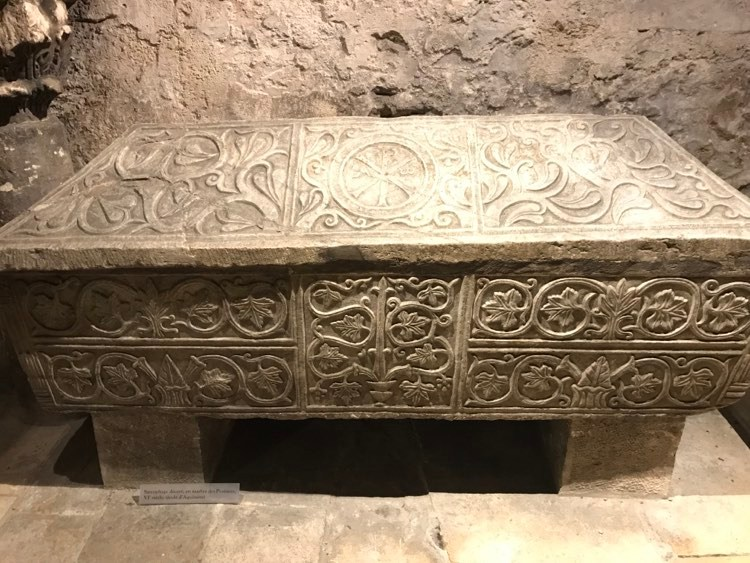
Sarcophage aux chrisme et rinceaux, vaisseau latéral sud.

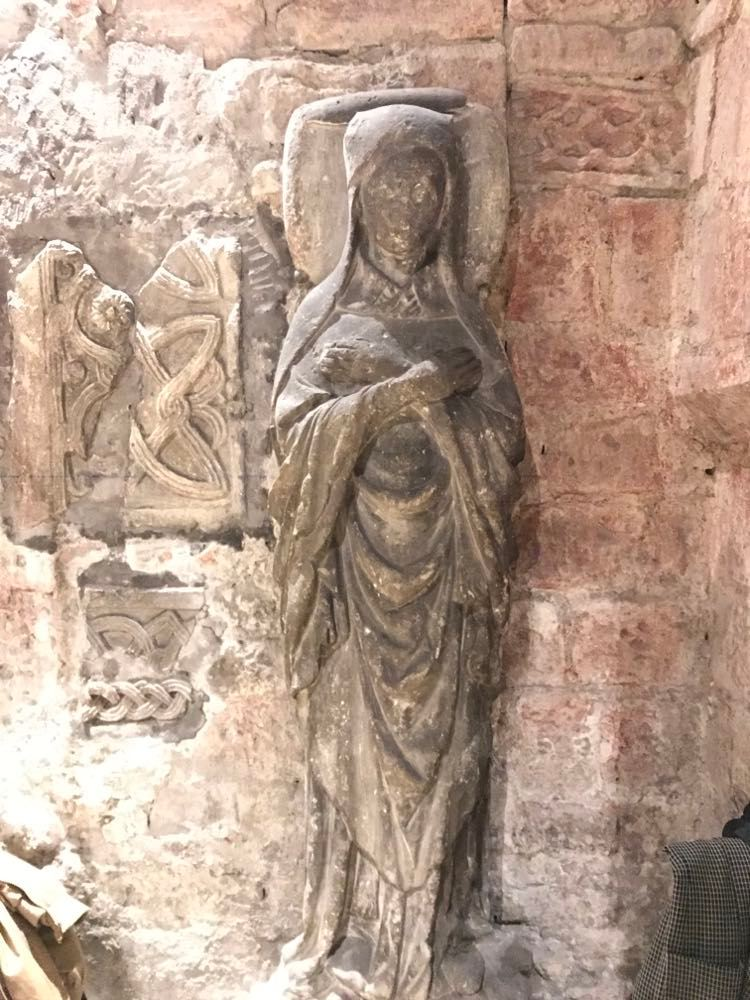
Gisant de pierre.

Un grand nombre de ces tombeaux présents dans la crypte sont datés du VIe siècle et demeurent aujourd'hui anonymes. Ils présentent une grande richesse décorative, caractéristique d'un premier art chrétien. Parmi ces sarcophages, y serait présent celui du saint patron de l'Aquitaine : saint Martial de Limoges, marquant la mémoire chrétienne bordelaise par son attribut : un bâton miracle faisant la pluie et le beau temps.
De nombreux tombeaux sont recouverts des symboles chrétiens que sont le chrisme, anagramme du Christ accompagné des lettres alpha et oméga, des rinceaux, des réseaux de vignes, des couronnes de laurier, des entrelacs et la représentation de la main de Dieu sortant d'un nuage.
Dans la nef latérale nord est également disposé le tombeau qui contiendrait les crânes des Douze sœurs catholiques, martyres guillotinées sur la place Gambetta. Sous la période de la Terreur, le président de la Commission militaire révolutionnaire de Bordeaux, Jean-Baptiste-Marie Lacombe, ordonne l'exécution des douze religieuses, choix arbitraire dirigé contre la religion catholique.
Parmi les discours composant la mémoire des reliques de la crypte, certains s'alimentent autour d'une potentielle présence du tombeau contenant deux corps se chevauchant, les mains sur le buste et les doigts entrelacés. Il semblerait qu'ils soient les restes de deux évêques du VIe siècle : saint Léonce Ier le Vieux et saint Bertrand Ier.

### Gisant
Un gisant est représenté en haut-relief sur le mur occidental de la crypte, à l'origine placé dans les ouvertures percées au XVIIe siècle. Il s'agit de la représentation d'un homme vêtu d'une longue tunique et à la tête voilée, les mains croisées sur la poitrine. Le modelé de son visage est fortement dégradé, ne laissant visible que le tracé de ses yeux.

### Réemplois architecturaux

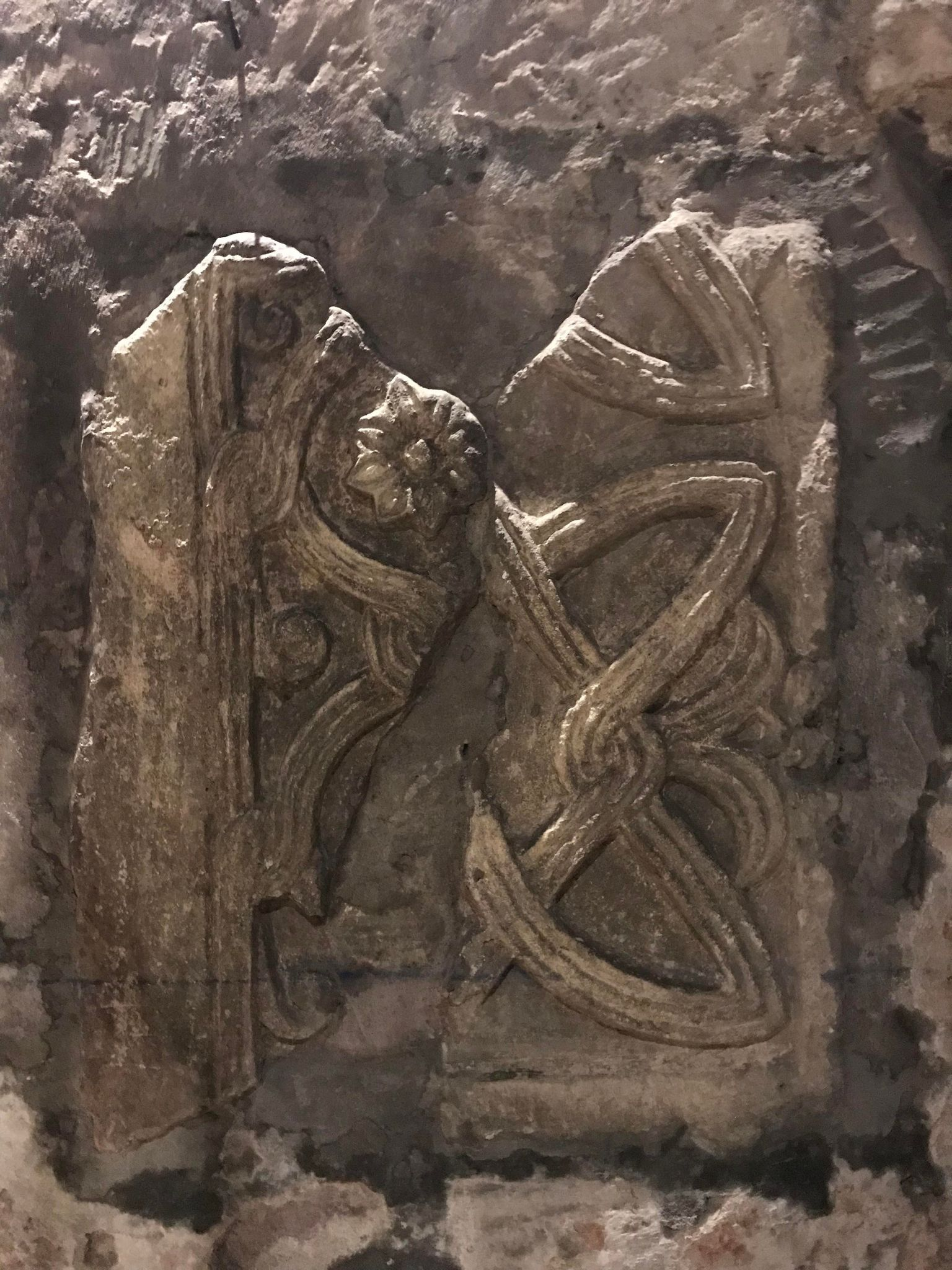
Remploi de pierre en forme d'entrelacs.

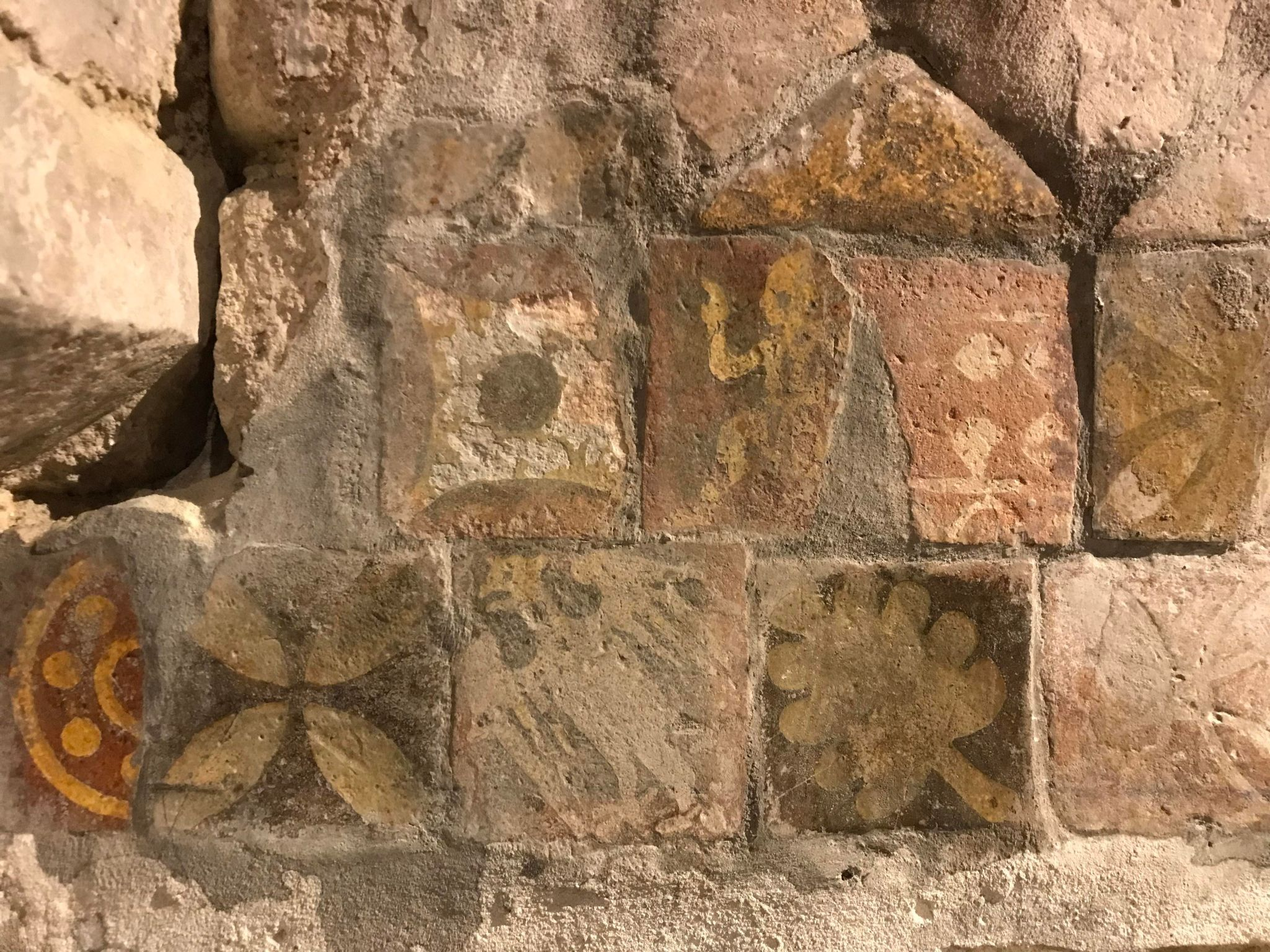
Carreaux de terre cuite aux formes géométriques encastrés dans la maçonnerie.

Sans cesse modifiée par l'activité humaine depuis l'Antiquité jusqu'au XIXe siècle, la crypte possède également des éléments de réemplois architecturaux dont la datation a fait l'objet d'une récente étude. Accolés au gisant de pierre sur le mur occidental, des éléments d'architecture rapportés constituent des réemplois architecturaux aux formes géométriques d'entrelacs et de fleurs, symboles d'un premier art chrétien sculptés en bas-relief.
Ancrés dans le mur maçonné séparant l'alcôve de la nef centrale et celle de la nef latérale Sud, des carreaux de terre cuite sont les témoignages d'un premier âge de la crypte, datés entre le milieu du IVe siècle et le milieu du Ve siècle. L'analyse de leur de tuileau a permis d'en donner une datation plus précise que l'analyse seule des carreaux de terre cuite. Même partiellement dégradés, ceux-ci présentent toujours des formes géométriques diverses aux teintes ocres s'intégrant parfaitement dans le petit appareil de pierre de la maçonnerie.

## Aujourd'hui
La basilique a bénéficié, ces dernières décennies, de travaux de restauration. Les toitures ont été refaites, de même que les parties hautes de la basilique, et les chapelles de Notre-Dame de la Rose, de Saint-Jean et du chœur ont été restaurées.
En 2005, le portail gothique a, à son tour, bénéficié d'une restauration financée par la Ville de Bordeaux conjointement aux Monuments Historiques. C'est lors de cette campagne de restauration qu'ont été mises au jour des traces de polychromie d'origine. Cette découverte importante permet d'envisager le portail dans son état originel.
Le 13 juin 2018, la sacristie de la basilique Saint-Seurin subit un incendie accidentel.